# 山口放送
山口放送株式会社（やまぐちほうそう、英: Yamaguchi Broadcasting Co., Ltd.）は、山口県を放送対象地域とした中波放送（AM放送）事業とテレビジョン放送事業を行っている特定地上基幹放送事業者。

## 概要
山口県下で最初に放送を開始し、民間放送局にして唯一のラジオ・テレビ兼営局である。テレビネットワークはNNN/NNS（日本テレビ系列）で、ラジオは全国ラジオネットワーク（NRN）・ジャパン・ラジオ・ネットワーク（JRN）のクロスネット局。略称のKRYは、1956年（昭和31年）にラジオ専業局として開局した当初、「株式会社ラジオ山口」（KK.RADIO YAMAGUCHI）という社名であったことに由来する。テレビ放送開始後の1961年（昭和36年）に現在の社名となった。
後述の設立当初の経緯から本社（演奏所）は開局当初から県東部の周南市（旧・徳山市）にあり、県庁所在地の山口市ならびに県内最大の都市である下関市には支社は設けているものの、放送機能としては報道スタジオがあるのみで演奏所の機能を有しない。ただし、かつての関門テレビジョン放送局（下関市）は、番組編成上の経緯（詳細後述）からコールサインを持った独立した親局だった（放送内容は一貫して本社で制作）。
開局当初、朝日放送（現：朝日放送グループホールディングス・朝日放送テレビ・朝日放送ラジオ）から支援を受けていた関係で、JNN（TBS系列）やANN（テレビ朝日系列）とも関連があり、1978年（昭和53年）10月にテレビ山口（tys）がテレビ朝日系列（非報道系番組のネット保証契約のみ結び、ニュースネットワークのANNには非加盟）から離脱するまでは、テレビ山口の編成から外れたTBS系列（1975年（昭和50年）3月30日まで朝日放送が加盟）・テレビ朝日系列の一般番組を購入していたほか、テレビ山口のテレビ朝日系列離脱後、1993年（平成5年）に山口朝日放送（yab）が開局するまでは、日本テレビ系列とテレビ朝日系列のクロスネット局となっていた。テレビ朝日系列においては一般番組で同時・遅れネット番組をスポンサードネット・個別の番販購入を合わせて相当数編成するだけでなく一定のネット保障を受けた一方、報道面では入中や素材送りがメインで、年末のANN特番である『全国おもしろニュースグランプリ』にも参加していた。
FNN・FNSには一貫して加盟していなかった一方、過去にフジテレビジョンと資本および人的関係があったことから、テレビ山口の編成から外れたフジテレビ系列の番組を相当数編成し、山口朝日放送の開局後も若干の番販購入を継続している。
後述の通り、ドキュメンタリー制作に力を入れており『NNNドキュメント』の自社制作分については幾度か日本民間放送連盟賞を受賞したほかラジオのドキュメンタリーなどでも同賞を受賞した。
また、当局発の全国ネット番組もテレビでは『三宅裕司のワークパラダイス』（1999年（平成11年）10月 - 2000年（平成12年）3月）、『三宅裕司のドシロウト』（2000年（平成12年）4月 - 2006年（平成18年）3月）などを制作した。ラジオでは『松村邦洋のOH-!邦自慢』（2014年（平成26年）10月 - ）が現在も放送中である。
ラジオ山口開局当初は徳山局の"JOPF"をモチーフにしたもの。"J"の頂点から6つの輪を放射線状に描き電波をイメージ、"J"の横に"OPF"を表記したロゴがあった。略称ロゴは1994年（平成6年）当時小文字の "kry" を平行四辺形で囲んだものであった。現在は大文字（KRY）ベースの斜体で表記しており、"Y" の字が小文字の "y" をモチーフとしたものとなっている。

### 本社所在地
- 山口県周南市大字徳山5853番地の2（公園区）

### 事業所

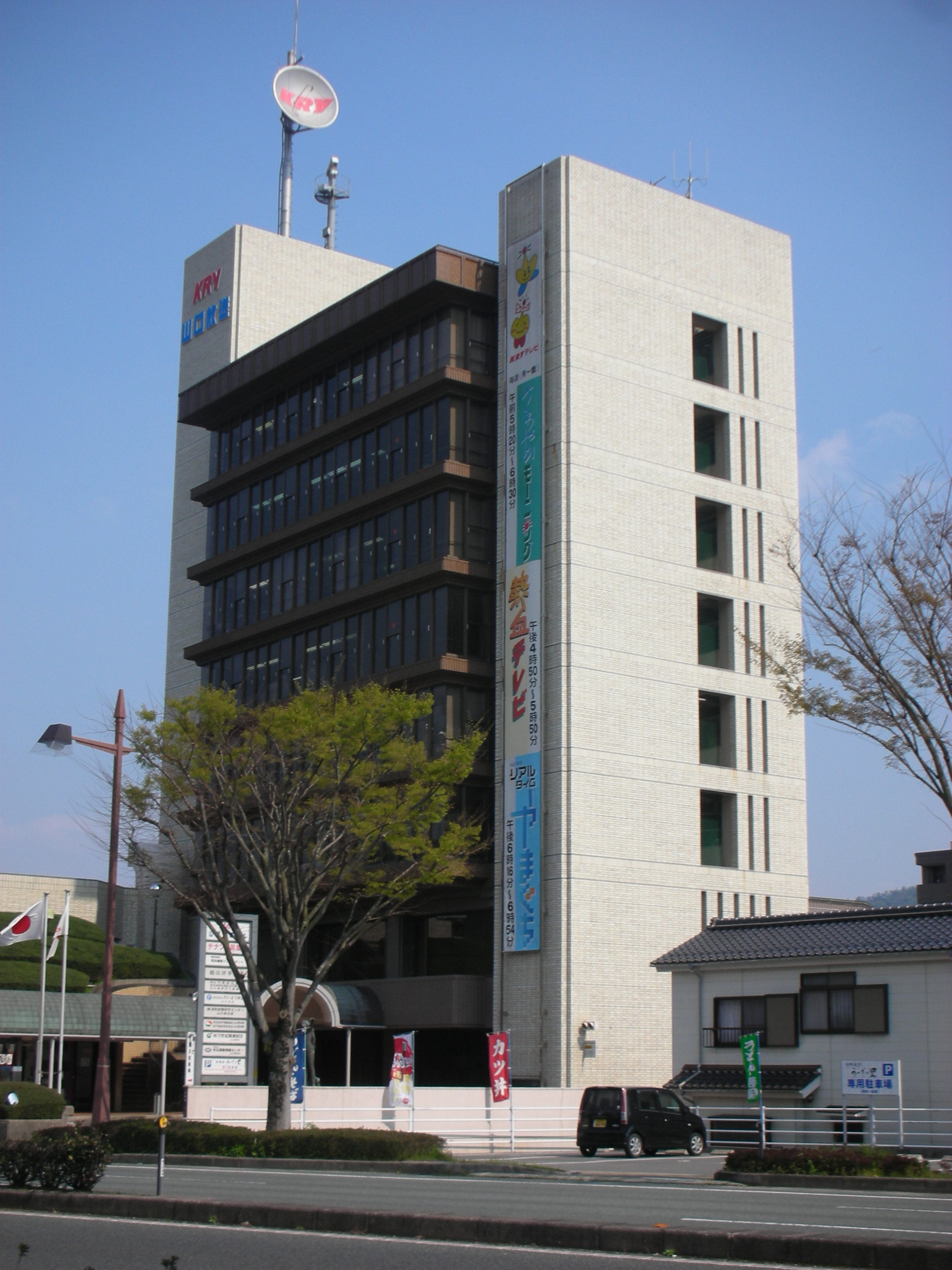
山口放送 山口支社

- 支社 : 山口、下関、東京、大阪、福岡
- 支局 : 岩国、宇部、萩

出典

### 支社・支局所在地
- 山口支社 - 山口県山口市大手町7番4号 KRY山口放送山口支社ビル
- 下関支社 - 山口県下関市南部町21番19号 下関商工会館4階
- 岩国支局 - 山口県岩国市今津町1丁目15番7号-503
- 宇部支局 - 山口県宇部市常藤町4番34号-604
- 萩支局 - 山口県萩市土原555番8号 西日本電信電話萩ビル
- 東京支社 -  東京都中央区銀座5丁目3番13号 GINZA SS 85 7階
- 大阪支社 -  大阪府大阪市北区中之島2丁目3番33号 大阪三井物産ビル4階
- 福岡支社 -  福岡県福岡市中央区天神3丁目11番20号 天神エフビル3階

※かつては広島にも支社があったが本社と岩国支局に機能を統合する形で2025年3月末で廃止した。中国地方の民放で広島に支社を廃止したのはテレビせとうちと瀬戸内海放送に続き3番目。

## 沿革
周南地区に位置する徳山市（現・周南市）・下松市・光市の3市は、1951年（昭和26年）頃から公営ラジオ局の設立を構想していた。しかし先例となったはずだった「姫路市営放送」（兵庫県）が、予備免許が交付されながらも開局出来なかったことから（開局を断念した放送局一覧を参照）、下松・光両市は「実現は困難」として離脱、残された徳山市は単独で計画を進め、免許申請に至ろうとした矢先の1953年（昭和28年）3月26日に防府市にラジオ九州（現在のRKBラジオ）が中継局を設置する免許申請を行い、ラジオ山口（KRY）の周南放送局開局申請との競願となる。その後、小澤太郎山口県知事（当時）の斡旋でKRYはRKBと業務協定を行う事となり、RKBは申請を取り下げた。しかし、1956年（昭和31年）の開局時はライバルの九州朝日放送（KBCラジオ）の協力を取り付けたため、業務協定は結局実現しなかった。これらの調整が長引いた結果、全国的にも後発となる1956年（昭和31年）の開局となった。
関門地区のテレビ免許でもRKBとKRYは競願の末、両社で西部毎日テレビジョン放送を設立。RKBがこれを合併した事で、一時KRYがRKBの経営に携わっていた時期があった。
- 1956年（昭和31年）
  - 3月 - 徳山市（当時）に「株式会社ラジオ山口」設立。当時の略称はJOPFだった。
  - 4月1日 - 全国38番目の民放ラジオ局として放送開始。

当初は、徳山市久米（くめ）に本社・送信所・ラジオアンテナがあり、当時現地に残っていた旧海軍通信学校の建物を改修した社屋だった[5]。当時の久米を象徴する建物と言われていた。当初の周波数は 560kc（のちに940kc）
- 1957年（昭和32年）9月4日 - 略称をJOPFからKRYと改める。

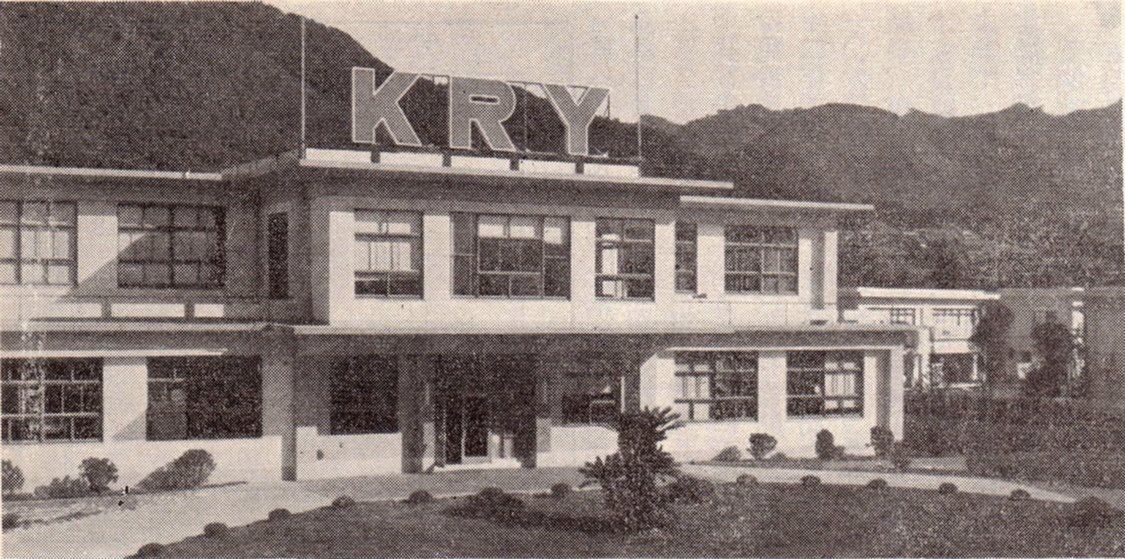
1961年頃の本社屋（当時：徳山市公園区）

- 1959年（昭和34年）10月1日 - 「ラジオ山口テレビ」としてテレビ放送開始、テレビ演奏所を現在の公園区に設置。
- 1961年（昭和36年）
  - 6月1日 - 「山口放送株式会社」に社名を変更。
  - 7月14日 - 下関市に関門テレビ局を開局。以後、複雑なネットワーク変遷をたどる（別項参照）。
- 1965年（昭和40年）5月3日 - ラジオ、NRNに加盟。
- 1966年（昭和41年）4月1日 - テレビ、NNNに加盟。
- 1967年（昭和42年）10月1日 - テレビ、カラー放送開始。
この頃、山口放送の久米本社付近に山陽新幹線の線路が建設されることになり、本社を現在の公園区へ移転。旧本社ならびに旧送信所は解体された。
- 1972年（昭和47年）6月14日 - テレビ、NNSに加盟。
- 1978年（昭和53年）11月23日 - ラジオ、周波数変更。これは国際電気通信連合（ITU）の取り決めにより、AM放送の周波数ステップ（間隔）が10kHz間隔から9kHz間隔に変更（通称：9キロヘルツセパレーション）されることに伴うもの。徳山本局では940kHzから現在の765kHzに変更され、同時に本局は指向性解除。周波数も低くなったことでエリアが拡大された。
- 1979年（昭和54年）12月1日 - テレビ、音声多重放送を開始（山口県内の民放テレビ局及び、当時のANN系列局及びクロスネット局では初めて）（広島テレビ（HTV）と福岡放送（FBS）と同日）[6]。
- 1982年（昭和57年）10月26日 - ラジオ、JRNに加盟。同時期に、RFラジオ日本との回線として、「RFライン」開設。いくつかのRF制作番組の放送開始。
- 1989年（平成元年） 4月1日 - 現在のKRYのロゴに変更。
- 1990年（平成2年）4月2日 - ラジオ、24時間放送を開始。
- 1993年（平成5年）10月1日 - 山口朝日放送（yab）が開局し、テレビ朝日の番組が完全移行される。これにより日本テレビ系列フルネット局になり、クロスネットは解消された。
- 2000年（平成12年）1月1日 - テレビ、24時間放送を開始。
- 2005年（平成17年）3月31日 - テレビ、主調整室（マスター）設備をデジタル放送対応のものに更新。
- 2006年（平成18年）10月1日 - 地上デジタル放送開始。
- 2011年（平成23年）7月24日正午 - アナログテレビジョン放送終了。デジタル一本化。これに伴い、関門テレビ局（KRY関門テレビジョン放送支局）のコールサイン「JOPM-TV」は、総務省の取り決めにより中継局扱いとなったため返上された。なお、ラジオの下関放送局（下関ラジオ放送支局）のコールサイン「JOPM」は、従来通り維持。
- 2012年（平成24年）
  - 4月12日 - ラジオ、公園区本社屋上に、周南本局の予備送信所（1 kW）を設置。
  - 10月1日 - 県内で初めて、気象庁から予報業務許可事業者の認可を受ける。
- 2015年（平成27年）7月21日 - FM補完放送の本放送開始[7]。略称は「エフエムKRY」
- 2016年（平成28年）5月9日 - 「radiko.jp」および「radiko.jpプレミアム（エリアフリー聴取）」にて、インターネットでのラジオ配信を開始[8]。
- 2019年（平成31年／令和元年）4月8日 - テレビ放送、「NNS標準営放システム」サービス提供開始[9]。
- 2023年（令和5年）1月4日 - 新スタジオ棟クリエイティブセンターが利用開始。
- FM転換を見据えた総務省実証実験としてAM停波による社会的影響を検証するため、2024年2月5日（順次）- 2025年1月31日までの期間AMラジオを停波。FM、またはワイドFM放送で代替放送を行う[10]。

社史・記念誌関連
- 1987年（昭和62年）6月 - 『山口放送三十年史』刊行（山口放送株式会社 編、全593ページ）。
- 2007年（平成19年）3月 - 『山口放送の50年 The history of 50 years』刊行（山口放送開局50周年実行委員会「社史編纂分科会」 編、全319ページ）。

## 資本構成

### 概要
テレビ放送のキー局である日本テレビ放送網が筆頭株主。関連自治体である山口県や周南市、防府市、さらには周南市に主力拠点を置くトクヤマ・出光興産・東ソーなどが大株主として保有している。山口フィナンシャルグループの2社（山口銀行、ワイエムリース）で9.04%の株式を保有する実質第2位の株主となる。なお、UBEはテレビ山口、トクヤマは山口朝日放送の大株主でもある。また、フジテレビジョンが山口放送の上位株主だった一方、読売新聞大阪本社が一時期フジテレビ系列でもあったテレビ山口の大株主という新聞資本と加盟系列のねじれが発生していた時期もある。

### 2023年3月31日
出典: 
| 資本金      | 発行済株式総数 | 株主数 |
| ----------- | -------------- | ------ |
| 2億3000万円 | 460,000株      | 372    |

| 株主             | 株式数   | 比率   |
| ---------------- | -------- | ------ |
| 日本テレビ放送網 | 48,000株 | 10.43% |
| 山口県           | 40,000株 | 08.70% |
| 周南市           | 37,000株 | 08.00% |
| 赤尾知子         | 26,000株 | 05.63% |
| トクヤマ         | 24,000株 | 05.22% |
| 山口銀行         | 23,000株 | 05.00% |
| ワイエムリース   | 19,000株 | 04.04% |
| UBE              | 17,000株 | 03.74% |
| 出光興産         | 17,000株 | 03.61% |
| 東ソー           | 16,000株 | 03.48% |
| 防府市           | 16,000株 | 03.48% |

### 過去の資本構成
企業・団体は当時の名称。出典：

## ラジオ

### 周波数
| 親局       | 呼出符号   | 周波数  | 出力 | 備考                                                                                 |
| ---------- | ---------- | ------- | ---- | ------------------------------------------------------------------------------------ |
| 周南       | JOPF       | 765kHz  | 5kW  | [ 17 ]                                                                               |
| 予備送信所 | -          | 765kHz  | 1kW  | 周南本社屋上に設置。2012年4月12日に免許を受けた。                                    |
| 中継局     | 呼出符号   | 周波数  | 出力 | 備考                                                                                 |
| 山口       | - （JOPO） | 765kHz  | 300W | 2009年4月27日に周波数変更（1458kHzから）と増力（100Wから）を実施し、呼出符号を返上。 |
| 須佐田万川 | -          | 765kHz  | 300W |                                                                                      |
| 萩         | JOPL       | 1485kHz | 1kW  |                                                                                      |
| 下関       | JOPM       | 918kHz  | 1kW  |                                                                                      |
| 岩国       | JOPN       | 918kHz  | 1kW  |                                                                                      |

- 毎週月曜日の早朝放送開始時（2024年1月現在は4時）、並びに毎週日曜日付け放送終了（同月曜1時 お休みメモ）の局名アナウンスの際、周南の親局のみ「周南本局」、コールサインがない山口、須佐田万川の2つの中継局については「〇〇局」としてアナウンスし、それ以外のコールサインがある放送支局については一律「〇〇放送局」とアナウンスする。

| 中継局呼出名称  | 周波数  | 出力 | 放送開始日     | 備考                     |
| --------------- | ------- | ---- | -------------- | ------------------------ |
| KRY山口FM       | 92.3MHz | 1kW  | 2015年7月21日  | 2015年6月16日予備免許    |
| KRY柳井FM       | 92.3MHz | 100W | 2016年10月12日 |                          |
| KRY岩国FM       | 92.3MHz | 100W | 2017年4月23日  |                          |
| KRY下関FM       | 92.3MHz | 100W | 2017年5月21日  | [ 22 ]                   |
| KRY阿東FM       | 92.3MHz | 100W | 2017年9月23日  | [ 23 ]                   |
| KRY宇部FM       | 92.3MHz | 100W | 2018年4月11日  | [ 24 ]                   |
| KRY山口鴻ノ峯FM | 92.3MHz | 100W | 2018年11月12日 | [ 25 ]                   |
| KRY周防大島FM   | 92.3MHz | 20W  | 2018年12月5日  | 中継局は東和TV局と同一。 |
| KRY美祢FM       | 86.4MHz | 100W | 2015年11月29日 | [ 27 ] [ 28 ]            |
| KRY長門FM       | 86.4MHz | 20W  | 2016年4月18日  |                          |
| KRY萩FM         | 86.4MHz | 100W | 2016年8月2日   |                          |
| KRY豊浦FM       | 86.4MHz | 20W  | 2017年10月23日 | [ 29 ]                   |
| KRY須佐田万川FM | 86.4MHz | 50W  | 2018年8月29日  | [ 30 ]                   |
| KRY豊田FM       | 86.4MHz | 20W  | 2021年8月25日  | [ 31 ]                   |

| 中継局呼出名称     | 周波数  | 出力 | 放送期間                 | 備考                                                                                               |
| ------------------ | ------- | ---- | ------------------------ | -------------------------------------------------------------------------------------------------- |
| 豊北エフエム実験局 | 86.4MHz | -    | 2020年7月20日 - 2021年内 | 同一周波数での放送波中継を可能にする“FM回り込みキャンセラー”の開発とフィールド試験を行うための局。 |
| 錦エフエム実験局   | 92.3MHz | -    | 2022年9月16日 -          | |

- FM放送については、上記の放送開始・終了アナウンスでは、92.3MHzと86.4MHzごとに、それぞれの送信所をまとめてアナウンスする。ただし、豊北と錦の実験局についてはアナウンスされていない。

#### FM同期放送の実施
FM補完放送の実施にあたっては、瀬戸内側（92.3MHz）と日本海側（86.4MHz）で、それぞれ複数の送信所が同一の周波数を用い、複数の送信局からの電波が受信できるエリアで波長を同期させる「FM同期放送」を実施している。この実現には日本通信機との共同開発による、電波の到達時刻を高精度に調整する「高精度デジタル方式FM同期放送送信機」を用いており、同様の実証実験を行ったNHKアイテック（現・NHKテクノロジーズ）と3社共同でFM同期放送システムに関する特許（特許第6196277号）を取得している。また、日本海側（86.4 MHz）の各局の整備は総務省の「民放ラジオ難聴解消支援事業」（外国波混信及び地理・地形的難聴対策）の認定を受け、国庫補助事業対象となっている。2021年の豊田FM放送開始をもって、FM補完中継局は14局運用開始している（局数は全国最多）。
従来FM同期放送にはいくつか課題が残されており、同じ周波数が重なる干渉エリアでは雑音が発生し聴こえ辛くなり、親局と中継局の距離を保ちながら設置せねばならず、その中間点で電波の届かないエリアが発生していた。このデジタル同期放送では、GPS衛星等により常時、周波数と電波発射のタイミングを1/100万分秒の精度で合わせ、課題であった「同一電波による干渉エリアでも、クリアなFM放送の聴取」を行わせるもので、周波数を逐一変える手間を省き、周波数の有効活用が進むことを目指している。山口放送においては特に前述の混信・弱出力のため特に反応が弱かったとされる県北部からのリスナーの反応が増えたとされる。兵庫県のラジオ関西（神戸局・姫路局）ではこのシステムを取り入れている。また、同一周波数で複数の中継局を置く南海放送でも別の形であるがFM同期放送を実現させている。
新技術に対するフィールド実験にも積極的で、これまで2局の運用実績がある。ただし、あくまで「実験局」であるため、サービスエリアマップなどには掲載はなく、実験が終了次第機材などは撤去される。

#### AMラジオのFM転換の推進
山口放送はTBSラジオ・文化放送・ニッポン放送が幹事を務める「ワイドFM（FM補完放送）対応端末普及を目指す連絡会」に参加しており、2021年6月15日に同連絡会が発表したAMラジオのFM転換に向けたロードマップにおいて、山口放送を含む44局が2028年秋までのFM転換の方針を表明。加えて総務省が2023年3月9日に、2024年2月以降のAM放送の検証的な運用休止及び継続しての本格的な運用休止（停波）を可能とする「AM局の運用休止に係る特例措置に関する基本方針」を示した。
これを受けて山口放送は、FM補完放送を積極的に推進しAM局のエリアを概ねカバー出来たことを理由に、2023年10月31日を持って有効期間が満了となる地上基幹放送局の再免許申請において他の12社と共に同方針に基づく特例措置を申請した。同年10月26日にこれが認められ、AM全6局の運用休止が承認された。申請した13局のうち、親局を含めた全AM局を休止・廃止するのは山口放送が唯一である。
6局は段階的に運用休止を行い（うち、3局は1 - 2か月程度の減力放送を実施後に休止）、当初は2025年1月31日まで休止とされていたが、「引き続きインターネット配信サービスによるカバーも考慮した検証を行うため」として翌2026年の9月30日まで休止期間が延長されている。
運用休止のスケジュールは以下の通り。
| 送信所     | 減力運用開始日 | 運用休止日    |
| ---------- | -------------- | ------------- |
| 須佐田万川 | なし           | 2024年2月5日  |
| 萩         | なし           | 2024年2月19日 |
| 山口       | なし           | 2024年3月5日  |
| 岩国       | 2024年4月1日   | 2024年4月29日 |
| 下関       | 2024年4月28日  | 2024年5月27日 |
| 周南       | 2024年5月27日  | 2024年7月29日 |

### ラジオネットワークの変遷
現在は、JRNとNRNの両方に加盟している。
このうち、NRNには1965年5月3日の結成とともに加盟。これは、山口放送がラジオ山口として開局した頃に、ニッポン放送や朝日放送ラジオ、KBCラジオからの協力を多く受けていたことに起因する。この中でも、隣の県にあるKBCラジオとの結びつきが強く、当初はKBCラジオ発のニュースをサイマルネット（後述）していた。
一方、JRNへの加盟は開局時に軋轢のあったRKB毎日放送（RKBラジオ）も幹事社となっていることもあり長らく実現しなかったが、ラジオ関東（現・RFラジオ日本）が独占していたプロ野球の読売ジャイアンツ主催ゲーム（ラジオ日本ジャイアンツナイター#JRN・NRNとの関係参照）のラジオの放送権が、1979年4月以降、JRNにも与えられたことでクロスネットへの動きを強める。山口放送三十年史によると、1982年のJRN加盟に向けては周囲の系列局の判断が必要であったが、山口放送のテレビのメインネットがNNNであるのに対し、まわりのラテ兼営局である山陰放送、中国放送、RKB毎日放送の各局は、テレビ部門がいずれもJNN系列であるため、難航が予想された、とある。加盟が実現したのは1982年10月26日（JRNラインネットがスタートするのは1983年4月1日）のことである。

### ラジオニュース
元は、朝日新聞、毎日新聞、中国新聞の3社が提供していた。一時期、平日11時、12時、16時、22時、0時などの『朝日新聞ニュース』は、KBCラジオとのサイマル放送で、KBCラジオのニュースをそのまま放送していた。これは、放送開始当初に山口放送に全国ニュースを集めるまでの力がなく、当時、開局や制作に協力のあったニッポン放送やKBCラジオの力を借りたもののうちのひとつである。しかしその後、1976年に毎日新聞の提供が終了、1993年には朝日新聞も規模を大幅に縮小し（事実上撤退）、その穴を埋めるように読売新聞も提供するようになり、現在は読売新聞をメインとしている。

### 編成の特徴
自社制作面では日中帯のワイド番組には積極的であったものの、午前中帯は土曜日に『土曜いい朝 おはようワイド』が立ち上がるまで放送はなく、基本的にミニ番組のみを連ねた編成が続いていた。平日朝は1993年に『採れたて生出荷!勝津正男の情報畑』『池内博子の風に吹かれて』が立ち上がってようやく編成されることとなった。ちなみに県内後発局のエフエム山口でも同様に日中や夕方に力を入れる形が続いており、朝ワイドが立ち上がったのは2001年である。
週末の日中帯も積極的な編成を行ってきたものの、日曜日は2003年に『中村こずえのみんなでニッポン日曜日!』を、土曜日は2009年に『みのもんたのウィークエンドをつかまえろ』をネット開始して以降縮小傾向である。
夜間帯もかつては『KRYエキサイトナイター』の編成がない月曜日を中心にワイド番組を編成していたが、一時期の全曜日ナイター期を経て、箱番組が連ねられる枠となっている。
放送開始以来、24時間放送を行ってこず、1975年に『ヤングタウンAM』を放送基準時間から1時間遅れネットしたあと、午前2時に放送を終了していた。次番組の『ミュージックステーション』はネットせず、一旦放送休止を繰り上げた後、1988年に『オールナイトニッポン・1部』を開始し午前3時までに拡大、さらに90年から『いすゞ歌うヘッドライト〜コックピットのあなたへ〜』をネット開始し漸く24時間放送にこぎつけた。県内後発局のエフエム山口では1987年に『FMナイトストリート』を開始して24時間放送をいち早く行っていることから3年ほど遅れての開始となっていた。

### 現在放送中のラジオ番組
- 放送時間は日曜 25:00 - 28:00を除く24時間（月曜のみ4:00開始、他は5:00基点）。選挙特番や年末年始は臨時の終夜放送を行うことがまれにある。

- 放送時間は2025年4月1日現在時点のもの（参考：ラジオ基本番組表）

自社制作番組は太字。

#### 平日
| 時 | 分 | 月曜日 | 火曜日 | 水曜日 | 木曜日 | 金曜日 |
| -- | -- | --- | --- | --- | --- | --- |
| 5  | 00 | 5:00 岡村孝子 あの頃ミュージック（かしわプロダクション） | 5:00 岡村孝子 あの頃ミュージック（かしわプロダクション） | 5:00 岡村孝子 あの頃ミュージック（かしわプロダクション） | 5:00 岡村孝子 あの頃ミュージック（かしわプロダクション） | 5:00 岡村孝子 あの頃ミュージック（かしわプロダクション） |
| 5  | 10 | 5:10 今日は何の日!? | 5:10 今日は何の日!? | 5:10 今日は何の日!? | 5:10 今日は何の日!? | 5:10 今日は何の日!? |
| 5  | 20 | 5:20 世の光（太平洋放送協会） | 5:20 世の光（太平洋放送協会） | 5:20 世の光（太平洋放送協会） | 5:20 世の光（太平洋放送協会） | 5:20 世の光（太平洋放送協会） |
| 5  | 25 | 5:25 心のともしび（カトリック善き牧者の会） | 5:25 心のともしび（カトリック善き牧者の会） | 5:25 心のともしび（カトリック善き牧者の会） | 5:25 心のともしび（カトリック善き牧者の会） | 5:25 心のともしび（カトリック善き牧者の会） |
| 5  | 30 | 5:30 Brand-New Morning（TBSラジオ） | 5:30 Brand-New Morning（TBSラジオ） | 5:30 Brand-New Morning（TBSラジオ） | 5:30 Brand-New Morning（TBSラジオ） | 5:30 Brand-New Morning（TBSラジオ） |
| 6  | 00 | 5:30 Brand-New Morning（TBSラジオ） | 5:30 Brand-New Morning（TBSラジオ） | 5:30 Brand-New Morning（TBSラジオ） | 5:30 Brand-New Morning（TBSラジオ） | 5:30 Brand-New Morning（TBSラジオ） |
| 6  | 30 | 6:30 おはよう体操!630 | 6:30 おはよう体操!630 | 6:30 おはよう体操!630 | 6:30 おはよう体操!630 | 6:30 おはよう体操!630 |
| 6  | 35 | 6:35 おはよう寺ちゃんニュース最前線（文化放送） | 6:35 おはよう寺ちゃんニュース最前線（文化放送） | 6:35 おはよう寺ちゃんニュース最前線（文化放送） | 6:35 おはよう寺ちゃんニュース最前線（文化放送） | 6:35 おはよう寺ちゃんニュース最前線（文化放送） |
| 6  | 55 | 6:55 加来耕三の歴史あれこれ | 6:55 加来耕三の歴史あれこれ | 6:55 加来耕三の歴史あれこれ | 6:55 加来耕三の歴史あれこれ | 6:55 加来耕三の歴史あれこれ |
| 7  | 00 | 7:00 KRY Morning Up ▽7:10 お早う! ニュースネットワーク（ニッポン放送） ▽7:50 黒木瞳のあさナビ（ニッポン放送） ▽8:00 話題のアンテナ 日本全国8時です（TBSラジオ） ▽8:50 武田鉄矢・今朝の三枚おろし（文化放送） ▽9:40 山口合同ガス Presents ミュージックアラカルト | 7:00 KRY Morning Up ▽7:10 お早う! ニュースネットワーク（ニッポン放送） ▽7:50 黒木瞳のあさナビ（ニッポン放送） ▽8:00 話題のアンテナ 日本全国8時です（TBSラジオ） ▽8:50 武田鉄矢・今朝の三枚おろし（文化放送） ▽9:40 山口合同ガス Presents ミュージックアラカルト | 7:00 KRY Morning Up ▽7:10 お早う! ニュースネットワーク（ニッポン放送） ▽7:50 黒木瞳のあさナビ（ニッポン放送） ▽8:00 話題のアンテナ 日本全国8時です（TBSラジオ） ▽8:50 武田鉄矢・今朝の三枚おろし（文化放送） ▽9:40 山口合同ガス Presents ミュージックアラカルト | 7:00 KRY Morning Up ▽7:10 お早う! ニュースネットワーク（ニッポン放送） ▽7:50 黒木瞳のあさナビ（ニッポン放送） ▽8:00 話題のアンテナ 日本全国8時です（TBSラジオ） ▽8:50 武田鉄矢・今朝の三枚おろし（文化放送） ▽9:40 山口合同ガス Presents ミュージックアラカルト | 7:00 KRY Morning Up ▽7:10 お早う! ニュースネットワーク（ニッポン放送） ▽7:50 黒木瞳のあさナビ（ニッポン放送） ▽8:00 話題のアンテナ 日本全国8時です（TBSラジオ） ▽8:50 武田鉄矢・今朝の三枚おろし（文化放送） ▽9:40 山口合同ガス Presents ミュージックアラカルト |
| 8  | 00 | 7:00 KRY Morning Up ▽7:10 お早う! ニュースネットワーク（ニッポン放送） ▽7:50 黒木瞳のあさナビ（ニッポン放送） ▽8:00 話題のアンテナ 日本全国8時です（TBSラジオ） ▽8:50 武田鉄矢・今朝の三枚おろし（文化放送） ▽9:40 山口合同ガス Presents ミュージックアラカルト | 7:00 KRY Morning Up ▽7:10 お早う! ニュースネットワーク（ニッポン放送） ▽7:50 黒木瞳のあさナビ（ニッポン放送） ▽8:00 話題のアンテナ 日本全国8時です（TBSラジオ） ▽8:50 武田鉄矢・今朝の三枚おろし（文化放送） ▽9:40 山口合同ガス Presents ミュージックアラカルト | 7:00 KRY Morning Up ▽7:10 お早う! ニュースネットワーク（ニッポン放送） ▽7:50 黒木瞳のあさナビ（ニッポン放送） ▽8:00 話題のアンテナ 日本全国8時です（TBSラジオ） ▽8:50 武田鉄矢・今朝の三枚おろし（文化放送） ▽9:40 山口合同ガス Presents ミュージックアラカルト | 7:00 KRY Morning Up ▽7:10 お早う! ニュースネットワーク（ニッポン放送） ▽7:50 黒木瞳のあさナビ（ニッポン放送） ▽8:00 話題のアンテナ 日本全国8時です（TBSラジオ） ▽8:50 武田鉄矢・今朝の三枚おろし（文化放送） ▽9:40 山口合同ガス Presents ミュージックアラカルト | 7:00 KRY Morning Up ▽7:10 お早う! ニュースネットワーク（ニッポン放送） ▽7:50 黒木瞳のあさナビ（ニッポン放送） ▽8:00 話題のアンテナ 日本全国8時です（TBSラジオ） ▽8:50 武田鉄矢・今朝の三枚おろし（文化放送） ▽9:40 山口合同ガス Presents ミュージックアラカルト |
| 9  | 00 | 7:00 KRY Morning Up ▽7:10 お早う! ニュースネットワーク（ニッポン放送） ▽7:50 黒木瞳のあさナビ（ニッポン放送） ▽8:00 話題のアンテナ 日本全国8時です（TBSラジオ） ▽8:50 武田鉄矢・今朝の三枚おろし（文化放送） ▽9:40 山口合同ガス Presents ミュージックアラカルト | 7:00 KRY Morning Up ▽7:10 お早う! ニュースネットワーク（ニッポン放送） ▽7:50 黒木瞳のあさナビ（ニッポン放送） ▽8:00 話題のアンテナ 日本全国8時です（TBSラジオ） ▽8:50 武田鉄矢・今朝の三枚おろし（文化放送） ▽9:40 山口合同ガス Presents ミュージックアラカルト | 7:00 KRY Morning Up ▽7:10 お早う! ニュースネットワーク（ニッポン放送） ▽7:50 黒木瞳のあさナビ（ニッポン放送） ▽8:00 話題のアンテナ 日本全国8時です（TBSラジオ） ▽8:50 武田鉄矢・今朝の三枚おろし（文化放送） ▽9:40 山口合同ガス Presents ミュージックアラカルト | 7:00 KRY Morning Up ▽7:10 お早う! ニュースネットワーク（ニッポン放送） ▽7:50 黒木瞳のあさナビ（ニッポン放送） ▽8:00 話題のアンテナ 日本全国8時です（TBSラジオ） ▽8:50 武田鉄矢・今朝の三枚おろし（文化放送） ▽9:40 山口合同ガス Presents ミュージックアラカルト | 7:00 KRY Morning Up ▽7:10 お早う! ニュースネットワーク（ニッポン放送） ▽7:50 黒木瞳のあさナビ（ニッポン放送） ▽8:00 話題のアンテナ 日本全国8時です（TBSラジオ） ▽8:50 武田鉄矢・今朝の三枚おろし（文化放送） ▽9:40 山口合同ガス Presents ミュージックアラカルト |
| 10 | 00 | 7:00 KRY Morning Up ▽7:10 お早う! ニュースネットワーク（ニッポン放送） ▽7:50 黒木瞳のあさナビ（ニッポン放送） ▽8:00 話題のアンテナ 日本全国8時です（TBSラジオ） ▽8:50 武田鉄矢・今朝の三枚おろし（文化放送） ▽9:40 山口合同ガス Presents ミュージックアラカルト | 7:00 KRY Morning Up ▽7:10 お早う! ニュースネットワーク（ニッポン放送） ▽7:50 黒木瞳のあさナビ（ニッポン放送） ▽8:00 話題のアンテナ 日本全国8時です（TBSラジオ） ▽8:50 武田鉄矢・今朝の三枚おろし（文化放送） ▽9:40 山口合同ガス Presents ミュージックアラカルト | 7:00 KRY Morning Up ▽7:10 お早う! ニュースネットワーク（ニッポン放送） ▽7:50 黒木瞳のあさナビ（ニッポン放送） ▽8:00 話題のアンテナ 日本全国8時です（TBSラジオ） ▽8:50 武田鉄矢・今朝の三枚おろし（文化放送） ▽9:40 山口合同ガス Presents ミュージックアラカルト | 7:00 KRY Morning Up ▽7:10 お早う! ニュースネットワーク（ニッポン放送） ▽7:50 黒木瞳のあさナビ（ニッポン放送） ▽8:00 話題のアンテナ 日本全国8時です（TBSラジオ） ▽8:50 武田鉄矢・今朝の三枚おろし（文化放送） ▽9:40 山口合同ガス Presents ミュージックアラカルト | 7:00 KRY Morning Up ▽7:10 お早う! ニュースネットワーク（ニッポン放送） ▽7:50 黒木瞳のあさナビ（ニッポン放送） ▽8:00 話題のアンテナ 日本全国8時です（TBSラジオ） ▽8:50 武田鉄矢・今朝の三枚おろし（文化放送） ▽9:40 山口合同ガス Presents ミュージックアラカルト |
| 11 | 00 | 11:00 テレフォン人生相談（ニッポン放送） | 11:00 テレフォン人生相談（ニッポン放送） | 11:00 テレフォン人生相談（ニッポン放送） | 11:00 テレフォン人生相談（ニッポン放送） | 11:00 テレフォン人生相談（ニッポン放送） |
| 11 | 20 | 11:20 ラジオショッピング | 11:20 ラジオショッピング | 11:20 ラジオショッピング | 11:20 ラジオショッピング | 11:20 ラジオショッピング |
| 11 | 25 | 11:25 河村通夫の大自然まるかじりライフ（マール） | 11:25 河村通夫の大自然まるかじりライフ（マール） | 11:25 河村通夫の大自然まるかじりライフ（マール） | 11:25 河村通夫の大自然まるかじりライフ（マール） | 11:25 河村通夫の大自然まるかじりライフ（マール） |
| 11 | 35 | 11:35 まいどあり〜 | 11:40 旬!SHUN!ピックアップ | 11:40 今旬!いいもの百貨店 | 11:40 Buy Now | 11:40 イマドキショッピング |
| 11 | 50 | 11:50 ドクターごとうの熱血訪問クリニック（マール） | 11:50 ドクターごとうの熱血訪問クリニック（マール） | 11:50 ドクターごとうの熱血訪問クリニック（マール） | 11:50 ドクターごとうの熱血訪問クリニック（マール） | 11:50 ドクターごとうの熱血訪問クリニック（マール） |
| 12 | 00 | 12:00 お昼はZETTAI ラジTIME ▽14:50 荻原次晴のニッポン応援団（月曜 - 木曜） / 朗読のヒロバ（TBSラジオ）（金曜） | 12:00 お昼はZETTAI ラジTIME ▽14:50 荻原次晴のニッポン応援団（月曜 - 木曜） / 朗読のヒロバ（TBSラジオ）（金曜） | 12:00 お昼はZETTAI ラジTIME ▽14:50 荻原次晴のニッポン応援団（月曜 - 木曜） / 朗読のヒロバ（TBSラジオ）（金曜） | 12:00 お昼はZETTAI ラジTIME ▽14:50 荻原次晴のニッポン応援団（月曜 - 木曜） / 朗読のヒロバ（TBSラジオ）（金曜） | 12:00 お昼はZETTAI ラジTIME ▽14:50 荻原次晴のニッポン応援団（月曜 - 木曜） / 朗読のヒロバ（TBSラジオ）（金曜） |
| 13 | 00 | 12:00 お昼はZETTAI ラジTIME ▽14:50 荻原次晴のニッポン応援団（月曜 - 木曜） / 朗読のヒロバ（TBSラジオ）（金曜） | 12:00 お昼はZETTAI ラジTIME ▽14:50 荻原次晴のニッポン応援団（月曜 - 木曜） / 朗読のヒロバ（TBSラジオ）（金曜） | 12:00 お昼はZETTAI ラジTIME ▽14:50 荻原次晴のニッポン応援団（月曜 - 木曜） / 朗読のヒロバ（TBSラジオ）（金曜） | 12:00 お昼はZETTAI ラジTIME ▽14:50 荻原次晴のニッポン応援団（月曜 - 木曜） / 朗読のヒロバ（TBSラジオ）（金曜） | 12:00 お昼はZETTAI ラジTIME ▽14:50 荻原次晴のニッポン応援団（月曜 - 木曜） / 朗読のヒロバ（TBSラジオ）（金曜） |
| 14 | 00 | 12:00 お昼はZETTAI ラジTIME ▽14:50 荻原次晴のニッポン応援団（月曜 - 木曜） / 朗読のヒロバ（TBSラジオ）（金曜） | 12:00 お昼はZETTAI ラジTIME ▽14:50 荻原次晴のニッポン応援団（月曜 - 木曜） / 朗読のヒロバ（TBSラジオ）（金曜） | 12:00 お昼はZETTAI ラジTIME ▽14:50 荻原次晴のニッポン応援団（月曜 - 木曜） / 朗読のヒロバ（TBSラジオ）（金曜） | 12:00 お昼はZETTAI ラジTIME ▽14:50 荻原次晴のニッポン応援団（月曜 - 木曜） / 朗読のヒロバ（TBSラジオ）（金曜） | 12:00 お昼はZETTAI ラジTIME ▽14:50 荻原次晴のニッポン応援団（月曜 - 木曜） / 朗読のヒロバ（TBSラジオ）（金曜） |
| 15 | 00 | 12:00 お昼はZETTAI ラジTIME ▽14:50 荻原次晴のニッポン応援団（月曜 - 木曜） / 朗読のヒロバ（TBSラジオ）（金曜） | 12:00 お昼はZETTAI ラジTIME ▽14:50 荻原次晴のニッポン応援団（月曜 - 木曜） / 朗読のヒロバ（TBSラジオ）（金曜） | 12:00 お昼はZETTAI ラジTIME ▽14:50 荻原次晴のニッポン応援団（月曜 - 木曜） / 朗読のヒロバ（TBSラジオ）（金曜） | 12:00 お昼はZETTAI ラジTIME ▽14:50 荻原次晴のニッポン応援団（月曜 - 木曜） / 朗読のヒロバ（TBSラジオ）（金曜） | 12:00 お昼はZETTAI ラジTIME ▽14:50 荻原次晴のニッポン応援団（月曜 - 木曜） / 朗読のヒロバ（TBSラジオ）（金曜） |
| 16 | 00 | 16:00 読売新聞ニュース | 16:00 読売新聞ニュース | 16:00 読売新聞ニュース | 16:00 読売新聞ニュース | 16:00 読売新聞ニュース |
| 16 | 05 | 16:05 今旬!インフォメーション | 16:05 今旬!インフォメーション | 16:05 まいどあり〜。 | 16:05 今旬!いいもの百貨店 | 16:05 今旬!インフォメーション |
| 16 | 20 | 16:20 ラジカセメモリーズ（文化放送） | 16:20 ラジカセメモリーズ（文化放送） | 16:20 ラジカセメモリーズ（文化放送） | 16:20 ラジカセメモリーズ（文化放送） | 16:20 ラジカセメモリーズ（文化放送） |
| 16 | 30 | 16:30 歌謡喫茶・昭和（かしわプロダクション） | 16:30 歌謡喫茶・昭和（かしわプロダクション） | 16:30 歌謡喫茶・昭和（かしわプロダクション） | 16:30 歌謡喫茶・昭和（かしわプロダクション） | 16:30 歌謡喫茶・昭和（かしわプロダクション） |
| 16 | 35 | 16:35 Buy Now | 16:35 Buy Now | 16:35 健康とっておき | 16:35 小倉・IMARUの○○玉手箱 | 16:35 ものまねSHOW TIME |
| 16 | 50 | 16:50 あなたにハッピー・メロディ（ニッポン放送） | 16:50 あなたにハッピー・メロディ（ニッポン放送） | 16:50 あなたにハッピー・メロディ（ニッポン放送） | 16:50 あなたにハッピー・メロディ（ニッポン放送） | 16:50 あなたにハッピー・メロディ（ニッポン放送） |
| 17 | 00 | 17:00 ニュース・パレード（文化放送） | 17:00 ニュース・パレード（文化放送） | 17:00 ニュース・パレード（文化放送） | 17:00 ニュース・パレード（文化放送） | 17:00 ニュース・パレード（文化放送） |
| 17 | 15 | 17:15 道路交通情報 | 17:15 道路交通情報 | 17:15 道路交通情報 | 17:15 道路交通情報 | 17:15 道路交通情報 |
| 17 | 20 | 17:20 健康テンミニッツ | 17:20 健康テンミニッツ | 17:20 健康テンミニッツ | 17:20 健康テンミニッツ | 17:20 健康テンミニッツ |
| 17 | 30 | 17:30 ネットワークトゥデイ（TBSラジオ） | 17:30 ネットワークトゥデイ（TBSラジオ） | 17:30 ネットワークトゥデイ（TBSラジオ） | 17:30 ネットワークトゥデイ（TBSラジオ） | 17:30 ネットワークトゥデイ（TBSラジオ） |
| 17 | 45 | 17:45 時東ぁみの危機耳ラジオ〜その時のために!〜（かしわプロダクション） | 17:45 時東ぁみの危機耳ラジオ〜その時のために!〜（かしわプロダクション） | 17:45 時東ぁみの危機耳ラジオ〜その時のために!〜（かしわプロダクション） | 17:45 時東ぁみの危機耳ラジオ〜その時のために!〜（かしわプロダクション） | 17:45 録音風物誌（火曜会） |
| 17 | 55 | 17:55 ニッポン人物ア・ラ・100年 | 17:55 ニッポン人物ア・ラ・100年 | 17:55 ニッポン人物ア・ラ・100年 | 17:55 ニッポン人物ア・ラ・100年 | 17:55 ニッポン人物ア・ラ・100年 |
| 18 | 00 | 18:00 KRYニュースジャンクション | 18:00 KRYニュースジャンクション | 18:00 KRYニュースジャンクション | 18:00 KRYニュースジャンクション | 18:00 KRYニュースジャンクション |
| 18 | 20 | 18:20 山下くに子の「見酒、きき酒、語り酒」 （マール） | 18:20 KRYエキサイトナイター （最大延長22:00、火曜 RKBラジオ・水曜 - 金曜 ニッポン放送） | 18:20 KRYエキサイトナイター （最大延長22:00、火曜 RKBラジオ・水曜 - 金曜 ニッポン放送） | 18:20 KRYエキサイトナイター （最大延長22:00、火曜 RKBラジオ・水曜 - 金曜 ニッポン放送） | 18:20 KRYエキサイトナイター （最大延長22:00、火曜 RKBラジオ・水曜 - 金曜 ニッポン放送） |
| 18 | 30 | 18:30 かが屋の鶴の間（中国放送） | 18:20 KRYエキサイトナイター （最大延長22:00、火曜 RKBラジオ・水曜 - 金曜 ニッポン放送） | 18:20 KRYエキサイトナイター （最大延長22:00、火曜 RKBラジオ・水曜 - 金曜 ニッポン放送） | 18:20 KRYエキサイトナイター （最大延長22:00、火曜 RKBラジオ・水曜 - 金曜 ニッポン放送） | 18:20 KRYエキサイトナイター （最大延長22:00、火曜 RKBラジオ・水曜 - 金曜 ニッポン放送） |
| 19 | 00 | 19:00松村邦洋のOH-!邦自慢（再放送） | 18:20 KRYエキサイトナイター （最大延長22:00、火曜 RKBラジオ・水曜 - 金曜 ニッポン放送） | 18:20 KRYエキサイトナイター （最大延長22:00、火曜 RKBラジオ・水曜 - 金曜 ニッポン放送） | 18:20 KRYエキサイトナイター （最大延長22:00、火曜 RKBラジオ・水曜 - 金曜 ニッポン放送） | 18:20 KRYエキサイトナイター （最大延長22:00、火曜 RKBラジオ・水曜 - 金曜 ニッポン放送） |
| 19 | 30 | 19:30 髭男爵 ルネッサンスラジオ（文化放送） | 18:20 KRYエキサイトナイター （最大延長22:00、火曜 RKBラジオ・水曜 - 金曜 ニッポン放送） | 18:20 KRYエキサイトナイター （最大延長22:00、火曜 RKBラジオ・水曜 - 金曜 ニッポン放送） | 18:20 KRYエキサイトナイター （最大延長22:00、火曜 RKBラジオ・水曜 - 金曜 ニッポン放送） | 18:20 KRYエキサイトナイター （最大延長22:00、火曜 RKBラジオ・水曜 - 金曜 ニッポン放送） |
| 20 | 00 | 20:00 オキシジェンのラジオスープレックス （山陰放送） | 18:20 KRYエキサイトナイター （最大延長22:00、火曜 RKBラジオ・水曜 - 金曜 ニッポン放送） | 18:20 KRYエキサイトナイター （最大延長22:00、火曜 RKBラジオ・水曜 - 金曜 ニッポン放送） | 18:20 KRYエキサイトナイター （最大延長22:00、火曜 RKBラジオ・水曜 - 金曜 ニッポン放送） | 18:20 KRYエキサイトナイター （最大延長22:00、火曜 RKBラジオ・水曜 - 金曜 ニッポン放送） |
| 20 | 30 | 20:30 関西ジュニア とれたて関ジュース （ラジオ関西） | 18:20 KRYエキサイトナイター （最大延長22:00、火曜 RKBラジオ・水曜 - 金曜 ニッポン放送） | 18:20 KRYエキサイトナイター （最大延長22:00、火曜 RKBラジオ・水曜 - 金曜 ニッポン放送） | 18:20 KRYエキサイトナイター （最大延長22:00、火曜 RKBラジオ・水曜 - 金曜 ニッポン放送） | 18:20 KRYエキサイトナイター （最大延長22:00、火曜 RKBラジオ・水曜 - 金曜 ニッポン放送） |
| 21 | 00 | 21:00 HOT SPICE!! | 18:20 KRYエキサイトナイター （最大延長22:00、火曜 RKBラジオ・水曜 - 金曜 ニッポン放送） | 18:20 KRYエキサイトナイター （最大延長22:00、火曜 RKBラジオ・水曜 - 金曜 ニッポン放送） | 18:20 KRYエキサイトナイター （最大延長22:00、火曜 RKBラジオ・水曜 - 金曜 ニッポン放送） | 18:20 KRYエキサイトナイター （最大延長22:00、火曜 RKBラジオ・水曜 - 金曜 ニッポン放送） |
| 21 | 30 | 21:30 あにまにあ（北陸放送） | 18:20 KRYエキサイトナイター （最大延長22:00、火曜 RKBラジオ・水曜 - 金曜 ニッポン放送） | 18:20 KRYエキサイトナイター （最大延長22:00、火曜 RKBラジオ・水曜 - 金曜 ニッポン放送） | 18:20 KRYエキサイトナイター （最大延長22:00、火曜 RKBラジオ・水曜 - 金曜 ニッポン放送） | 18:20 KRYエキサイトナイター （最大延長22:00、火曜 RKBラジオ・水曜 - 金曜 ニッポン放送） |
| 22 | 00 | 22:00 オールナイトニッポン MUSIC10（ニッポン放送） | 22:00 オールナイトニッポン MUSIC10（ニッポン放送） | 22:00 オールナイトニッポン MUSIC10（ニッポン放送） | 22:00 オールナイトニッポン MUSIC10（ニッポン放送） | 22:00 オールナイトニッポンGOLD（ニッポン放送） |
| 23 | 00 | 22:00 オールナイトニッポン MUSIC10（ニッポン放送） | 22:00 オールナイトニッポン MUSIC10（ニッポン放送） | 22:00 オールナイトニッポン MUSIC10（ニッポン放送） | 22:00 オールナイトニッポン MUSIC10（ニッポン放送） | 22:00 オールナイトニッポンGOLD（ニッポン放送） |
| 0  | 00 | 0:00 レコメン!（文化放送） | 0:00 レコメン!（文化放送） | 0:00 レコメン!（文化放送） | 0:00 レコメン!（文化放送） | 0:00 嵐・相葉雅紀のレコメン!アラシリミックス （文化放送） |
| 1  | 00 | 1:00 山田裕貴のオールナイトニッポン （ニッポン放送） | 1:00 星野源のオールナイトニッポン （ニッポン放送） | 1:00 乃木坂46のオールナイトニッポン （ニッポン放送） | 1:00 ナインティナインのオールナイトニッポン （ニッポン放送） | 1:00 霜降り明星のオールナイトニッポン （ニッポン放送） |
| 2  | 00 | 1:00 山田裕貴のオールナイトニッポン （ニッポン放送） | 1:00 星野源のオールナイトニッポン （ニッポン放送） | 1:00 乃木坂46のオールナイトニッポン （ニッポン放送） | 1:00 ナインティナインのオールナイトニッポン （ニッポン放送） | 1:00 霜降り明星のオールナイトニッポン （ニッポン放送） |
| 3  | 00 | 3:00 キタニタツヤのオールナイトニッポン0(ZERO) （ニッポン放送） | 3:00 あののオールナイトニッポン0(ZERO) （ニッポン放送） | 3:00 佐久間宣行のオールナイトニッポン0(ZERO) （ニッポン放送） | 3:00 マヂカルラブリーのオールナイトニッポン0(ZERO) （ニッポン放送） | 3:00 三四郎のオールナイトニッポン0(ZERO) （ニッポン放送） |
| 4  | 00 | 3:00 キタニタツヤのオールナイトニッポン0(ZERO) （ニッポン放送） | 3:00 あののオールナイトニッポン0(ZERO) （ニッポン放送） | 3:00 佐久間宣行のオールナイトニッポン0(ZERO) （ニッポン放送） | 3:00 マヂカルラブリーのオールナイトニッポン0(ZERO) （ニッポン放送） | 3:00 三四郎のオールナイトニッポン0(ZERO) （ニッポン放送） |
| 4  | 30 | 4:30 上柳昌彦 あさぼらけ（ニッポン放送） | 4:30 上柳昌彦 あさぼらけ（ニッポン放送） | 4:30 上柳昌彦 あさぼらけ（ニッポン放送） | 4:30 上柳昌彦 あさぼらけ（ニッポン放送） | 3:00 三四郎のオールナイトニッポン0(ZERO) （ニッポン放送） |

#### 週末
| 時 | 分 | 土曜日 | 日曜日                                                                                |
| -- | -- | --- | ------------------------------------------------------------------------------------- |
| 5  | 00 | 5:00 由紀さおりのハッピーモーニング（かしわプロダクション）                                                                 | 5:00 岩本公水 星の語りべ                                                              |
| 5  | 20 | 5:20 世の光（太平洋放送協会）                                                                                               | 5:00 岩本公水 星の語りべ                                                              |
| 5  | 25 | 5:25 心のともしび（カトリック善き牧者の会）                                                                                 | 5:00 岩本公水 星の語りべ                                                              |
| 5  | 30 | 5:30 水森かおりの歌謡紀行（ラジオ大阪）                                                                                     | 5:30 はやしべさとし～叙情歌を道連れに～                                               |
| 5  | 45 | 5:45 お悩みカイホウショッピング                                                                                             | 5:45 イマドキショッピング                                                             |
| 6  | 00 | 6:00 土曜朝6時 木梨の会。（TBSラジオ） ▽但し、最終週のみ『今日もいきいき はつらつ人生』を6:00から放送する為、6:30飛び乗り。 | 6:00 週刊 なるほど!ニッポン（ニッポン放送）                                           |
| 6  | 10 | 6:00 土曜朝6時 木梨の会。（TBSラジオ） ▽但し、最終週のみ『今日もいきいき はつらつ人生』を6:00から放送する為、6:30飛び乗り。 | 6:10 1万年堂出版の時間（静岡放送）                                                    |
| 6  | 25 | 6:00 土曜朝6時 木梨の会。（TBSラジオ） ▽但し、最終週のみ『今日もいきいき はつらつ人生』を6:00から放送する為、6:30飛び乗り。 | 6:25 たんぽぽの綿毛time♪                                                              |
| 6  | 35 | 6:00 土曜朝6時 木梨の会。（TBSラジオ） ▽但し、最終週のみ『今日もいきいき はつらつ人生』を6:00から放送する為、6:30飛び乗り。 | 6:35 今旬!いいもの百貨店                                                              |
| 6  | 50 | 6:00 土曜朝6時 木梨の会。（TBSラジオ） ▽但し、最終週のみ『今日もいきいき はつらつ人生』を6:00から放送する為、6:30飛び乗り。 | 6:50 おはよう!ニッポン全国消防団（ニッポン放送）                                      |
| 7  | 00 | 7:00 純烈・スーパー銭湯!!（かしわプロダクション）                                                                           | 7:00 解決!知っ得プレミアム最終週のみ『みんなの中にKRY』（テレビの音声をそのまま放送） |
| 7  | 15 | 7:00 純烈・スーパー銭湯!!（かしわプロダクション）                                                                           | 7:15 藤田恵美の「かみつれ雑貨店」（マール）                                           |
| 7  | 30 | 7:30 週刊 ENJOY♪ランニング                                                                                                  | 7:15 藤田恵美の「かみつれ雑貨店」（マール）                                           |
| 7  | 45 | 7:45 健康生活インフォメーション                                                                                             | 7:45 わくわくお届け便                                                                 |
| 8  | 00 | 8:00 話題のアンテナ 日本全国8時です（TBSラジオ）                                                                            | 8:00 地方創生プログラム ONE-J （TBSラジオ）                                           |
| 8  | 15 | 8:15 モーニングコール やさしく歌って                                                                                        | 8:00 地方創生プログラム ONE-J （TBSラジオ）                                           |
| 8  | 30 | 8:30 平野融〜メディカルストリングス〜（マール）                                                                             | 8:00 地方創生プログラム ONE-J （TBSラジオ）                                           |
| 8  | 45 | 8:45 まいどあり〜。 | 8:00 地方創生プログラム ONE-J （TBSラジオ）                                           |
| 9  | 00 | 9:00 どよーDA! | 8:00 地方創生プログラム ONE-J （TBSラジオ）                                           |
| 10 | 00 | 9:00 どよーDA! | 10:00 鈴木久美の日曜日のクラシック                                                    |
| 10 | 30 | 9:00 どよーDA! | 10:30 奥様なんでも大学                                                                |
| 11 | 00 | 9:00 どよーDA! | 11:00 志の輔&雷鳥のなんでか?ニッポン （北日本放送）                                   |
| 11 | 30 | 9:00 どよーDA! | 11:30 大人のラジオバラエティ ご昭和ください                                           |
| 12 | 00 | 12:00 ネッツトヨタ山口 Happy★Paradise                                                                                       | 12:00 ハライチのターン!（TBSラジオ）                                                  |
| 13 | 00 | 13:00 田村淳のNewsCLUB（文化放送） ▽13:55 道路交通情報                                                                      | 13:00 福山雅治と荘口彰久の「地底人ラジオ」（渋谷のラジオ）                            |
| 14 | 00 | 13:00 田村淳のNewsCLUB（文化放送） ▽13:55 道路交通情報                                                                      | 13:00 福山雅治と荘口彰久の「地底人ラジオ」（渋谷のラジオ）                            |
| 14 | 30 | 13:00 田村淳のNewsCLUB（文化放送） ▽13:55 道路交通情報                                                                      | 14:30 ちひろとみすゞTime                                                              |
| 14 | 55 | 14:55 KRYニュース | 14:30 ちひろとみすゞTime                                                              |
| 15 | 00 | 15:00 松村邦洋のOH-!邦自慢                                                                                                  | 15:00 GOGO競馬サンデー!（MBSラジオ）                                                  |
| 15 | 30 | 15:30 林哲司&半田健人の昭和音楽堂 （静岡放送）                                                                              | 15:00 GOGO競馬サンデー!（MBSラジオ）                                                  |
| 16 | 00 | 16:00 ラジKING GOLD | 16:00 KRYニュース                                                                     |
| 16 | 05 | 16:00 ラジKING GOLD | 16:05 旬!SHUN!ピックアップ                                                            |
| 16 | 20 | 16:00 ラジKING GOLD | 16:20 銀シャリのおむすびラジオ                                                        |
| 16 | 30 | 16:00 ラジKING GOLD | 16:30 昭和歌謡セレクション（ラジオNIKKEI）                                            |
| 16 | 55 | 16:55 道路交通情報 | 16:55 くるまのことラジオ                                                              |
| 17 | 00 | 17:00 大人の音楽堂〜ういろう、ひねってみました〜                                                                            | 17:00 音楽☆とらのアナ（火曜会）                                                       |
| 17 | 30 | 17:30 となりの雑談（TBSラジオ）                                                                                             | 17:30 亀渕昭信のお宝POPS（火曜会）                                                    |
| 17 | 45 | 17:45 ウィークエンドネットワーク（TBSラジオ）                                                                               | 17:30 亀渕昭信のお宝POPS（火曜会）                                                    |
| 17 | 50 | 17:50 KRYニュースサタデー                                                                                                   | 17:30 亀渕昭信のお宝POPS（火曜会）                                                    |
| 18 | 00 | 18:00 林部智史の「あいたいラジオ」（山形放送）                                                                              | 18:00 中四国ライブネット（中国放送・中四国民放AM局持ち回り制作）                      |
| 18 | 20 | 18:20 KRYエキサイトナイター（最大延長22:00、文化放送）                                                                      | 18:00 中四国ライブネット（中国放送・中四国民放AM局持ち回り制作）                      |
| 19 | 00 | 18:20 KRYエキサイトナイター（最大延長22:00、文化放送）                                                                      | 18:00 中四国ライブネット（中国放送・中四国民放AM局持ち回り制作）                      |
| 20 | 00 | 18:20 KRYエキサイトナイター（最大延長22:00、文化放送）                                                                      | 20:00 Snow Manの素のまんま（文化放送）                                                |
| 20 | 30 | 18:20 KRYエキサイトナイター（最大延長22:00、文化放送）                                                                      | 20:30 流れ星☆のキッズスクール（ぎふチャン）                                           |
| 21 | 00 | 18:20 KRYエキサイトナイター（最大延長22:00、文化放送）                                                                      | 21:00 なりはたりき                                                                    |
| 21 | 30 | 18:20 KRYエキサイトナイター（最大延長22:00、文化放送）                                                                      | 21:30 キョートリアル!コンニチ的チュートリアル（KBS京都）                              |
| 22 | 00 | 22:00 なりカル! | 22:00 ももいろクローバーZ ももクロくらぶxoxo（ニッポン放送）                          |
| 22 | 30 | 22:00 なりカル! | 22:30 STU48のちりめんパーティー（中国放送）                                           |
| 23 | 00 | 23:00 #みちょパラ（ニッポン放送）                                                                                           | 23:00 AKB48のささやきラジオ（山梨放送）                                               |
| 23 | 30 | 23:30 SixTONESのオールナイトニッポンサタデースペシャル（ニッポン放送）                                                      | 23:30 ミューコミVR （ニッポン放送）                                                   |
| 0  | 00 | 23:30 SixTONESのオールナイトニッポンサタデースペシャル（ニッポン放送）                                                      | 23:30 ミューコミVR （ニッポン放送）                                                   |
| 0  | 30 | 23:30 SixTONESのオールナイトニッポンサタデースペシャル（ニッポン放送）                                                      | 0:30 Five S（栃木放送）                                                               |
| 0  | 45 | 23:30 SixTONESのオールナイトニッポンサタデースペシャル（ニッポン放送）                                                      | 0:45 山口勝平のモンキーラジオ!（栃木放送）                                            |
| 1  | 00 | 1:00 オードリーのオールナイトニッポン（ニッポン放送）                                                                       | 1:00 お休みメモ                                                                       |
| 1  | 02 | 1:00 オードリーのオールナイトニッポン（ニッポン放送）                                                                       | 1:02 放送休止                                                                         |
| 2  | 00 | 1:00 オードリーのオールナイトニッポン（ニッポン放送）                                                                       | 1:02 放送休止                                                                         |
| 3  | 00 | 3:00 オールナイトニッポン0(ZERO)（ニッポン放送）                                                                            | 1:02 放送休止                                                                         |
| 3  | 55 | 3:00 オールナイトニッポン0(ZERO)（ニッポン放送）                                                                            | 3:55 オープニング                                                                     |
| 4  | 00 | 3:00 オールナイトニッポン0(ZERO)（ニッポン放送）                                                                            | 4:00 夏川りみのたびぐくるちむぐくる（かしわプロダクション制作）                       |

##### 不定期・特別番組
自社制作
- 全国高等学校野球選手権山口大会実況中継
- KRY秋まつり（毎年秋）
- スポーツスぺシャル 防府読売マラソン実況中継（12月第3日曜 11:45 - 14:30、テレビとは異なりローカル放送。当該時間帯の番組はネット番組は原則休止、自社制作番組は当日中に振り替え放送）
- 24時間テレビラジオリポート（24時間テレビ放送日）

KRYテレビで『24時間テレビ 「愛は地球を救う」』が放送される日に5 - 10分で編成。2023年度はで放送された土曜 18:00 - 18:10、日曜 10:25 - 10:30、日曜 12:55 - 13:00。ラジオ版の担当は梅崎さくら（土曜と日曜昼）・青木京子（日曜午前）・山田怜司（土曜）。
2019年までは日中にも30分程度枠が設けられ、テレビの長時間ローカル枠に出演するチャリティパーソナリティらを迎えたこともあったが、2020年・2021年は山口放送社内のみの完全非公開のため、ラジオ版も放送時間が縮小された。2022年度以降は編成上組み込めなくなったためか、現状維持である。
なお、ラテ兼営で、テレビ部門が日本テレビ系列の局で、ラジオ部門においても枠を設けて24時間テレビについて扱うのは山口放送が唯一である。
ネット番組
TBSラジオ制作
- 荻上チキ・Session（ナイターオフ期間のみ）
- ニューイヤー駅伝[48]

文化放送制作
- ココロのオンガク 〜music for you〜（ナイターオフ期間のみ）
- ラジオアミューズメントパーク（ナイターオフ期間のみ）
- ボートレースラジオ実況中継（徳山・下関開催時にはKRYからもパーソナリティーを派遣）
- 東京箱根間往復大学駅伝競走実況中継

ニッポン放送制作
- 古家正亨 K TRACKS（ナイターオフ期間のみ）
- 鶴光の噂のゴールデンリクエスト（ナイターオフ期間のみ）
- 朝日奈央のあさひーりんぐ（ナイターオフ期間のみ）
- THE RAMPAGE 吉野北人のほくらじ（ナイターオフ期間のみ）
- しょうちゃんとヴァジャのBAR GOTEN（ナイターオフ期間のみ）

かしわプロダクション制作
- ミュージックブルペン（ナイター期間のみ）

その他各局制作番組
- KRYエキサイトナイター（ナイターシーズンの 火曜-土曜 18:20-21:00、火曜はRKBラジオ・水曜-金曜はニッポン放送・土曜は文化放送をネット）
- 天皇盃全国都道府県対抗男子駅伝競走大会（中国放送）
- 聴いて得するラジオマガジン / ヒット!ヒット!（JRN系九州沖縄山口8局ブロックネット）

### 過去の自社制作ラジオ番組
平日午前
- 採れたて生出荷!勝津正男の情報畑（月曜 - 木曜、1993年10月 - 1995年3月）
- 池内博子の風に吹かれて（金曜、1993年10月 - 1995年3月）
- 朝は採れ生パパラジオ（1995年4月 - 1999年4月）
- 勝津正男・徳本恵子の情報畑〜勇気栽培〜（1999年4月 - 2002年3月）
- ほっとゾーンおはようKRY→おはようKRY（2002年4月 - 2021年3月26日）

平日午後
- 歌謡曲リクエストタイム（1969年2月 - 1973年9月）
- KRYジョイジョイ・アフタヌーン（1973年10月 - 1988年3月）
- あんたのんたの昼からワイド（1988年4月 - 1993年10月）
- 治美のそれっちゃそれそれ!!→それッチャ Sole! Sole!（1993年10月 - 1999年4月）
- KRYわくわくワイド“ひるらじ”（1999年4月 - 2001年6月）
- きららWave（2001年7月 - 2002年3月）
- 昼休みほっとサイト（2002年4月 - 2003年3月）
- ホットバザール〜ランチのあとで〜（2002年4月 - 2003年3月）
- 宇宙船かたつむり発進!!（1993年11月 - 2001年3月、放送開始時は平日のみの帯番組。のちに週末の放送も開始。下記参照。）
- 吉田治美の今日もハッピー（2001年4月 - 2003年9月）

その他平日の番組
- KOIKAN（第1期：1999年4月 - 2000年3月、第2期：2007年4月 - 2009年3月）
- KRYミュージックセンター（1962年5月 - 1965年12月）
- マツダハイウエイミュージック（1965年8月 - 1993年10月）
- きのうかな!きょうかな?（1978年4月 - 1981年3月）
- ミッドナイトブレイク（1982年4月 - 1999年9月）
- KRYニュースウェーブ6（1999年4月 - 2017年3月30日）

土曜日
- 土曜いい朝おはようワイド→DO!ASA（1984年4月7日 - 2021年3月27日）
- 土曜の午後はあなたごのみの演歌大行進（1979年4月 - 1993年9月）
- サタデーミュージックコミック（1993年10月 - 1997年3月）
- 宇宙船かたつむり発進!!土曜スペシャル 週刊サタデーストリーム（1998年4月 - 2002年3月）
- さたてん（2002年4月 - 2009年3月）
- 土曜電話リクエスト「キッスオンザフォン」（1979年10月 - 1984年3月）
- サタデー音楽でNIGHT（1986年10月 - 1988年3月）

日曜日
- 治美姫じゃ（1977年6月 - 1981年7月）
- わっしょい!にちようび（1981年12月 - 1993年10月3日）
- 日曜治美ランド（1995年4月 - 2002年3月）

その他
- 演歌パラダイス（1993年10月 - 2005年3月）
- もっとパラダイス（2005年4月 - 2011年3月）
- Oh!家ィ（2002年4月 - 2005年3月）
- KRYナビ（2005年4月 - 2007年3月）
- 大きなくすの木学校で（1990年10月 - 1992年4月）
- 電リクZACBARAN!（1992年10月 - 1995年3月）
- 電リクjamjamjam（1995年4月 - 2000年3月）
- Neo Colla!〜ネオコラ〜（2001年10月 - 2002年3月）
- 笑福亭小つるのネットDEドタキャン（1998年4月 - 2000年4月1日）
- ヤスベェの沸騰王-フッキン-（2000年4月 - 2002年3月）
- VOICE（2002年4月 - 2003年3月）
- サウンズ・ウィズ・コーク（1982年 - 1991年3月） - TBSラジオ発のネットワークパートと女屋博史などが担当した自社制作パートの2本立て
- STUDIO C2 SQUARE（1991年4月 - 1994年3月） - TBSラジオ発の企画ネット番組。94年4月からは共通ネットの『清水圭のガッコーの人気者』となり一旦途切れる。
- クラクラ&ひろこのDo Hot Wave（1995年4月 - ） - 上記の引継ぎとなるニッポン放送発の企画ネット番組となりここから全篇自社制作へ復す。クラクラは現在記者の倉重悟、ひろこは池内博子。
- Coke Teens Club Wヒロのスクールデイズ OH!（ - 1998年） - 上記のスポンサードを引き継いだニッポン放送発の企画ネット番組
- Gon（1994年4月 - 1995年3月）
- なべ&やすべぇの向かうところ敵なし（1994年4月 - 1997年3月、当初はGonに内包されていた）
- らじQ（1995年4月 - 1997年3月）
- 宇宙船かたつむり発進!!日曜スペシャル KRYウィークリーチャート SUNDAY KISS（1998年4月 - 2002年3月）
- からくりじゃもん（2000年10月 - 2003年3月）
- やまぐち（西暦）（ラジオドキュメント）
- Swing Saturday ねぎって行こう!（1975年10月 - 2006年9月23日）
- Boon!Boon!（2003年 - 2006年10月）
- こりゃーえーが（2000年1月 - 2011年）
- オールウェイズ・フォーク
- 友ラジ（2013年 - 2014年）
- 京太郎・噂のラジオ（2000年4月 - 2016年3月）
- なべ&ヤスベェの元・motto・みゅーじっく（2015年4月 - 2017年9月）
- 丹黑香奈子のGOKU旅!→丹黑香奈子のGOKUナビ!（2017年4月 - 2019年3月）
- KRYニュースウェーブ ウィークエンド（2006年10月 - 2021年3月27日）
- おはようショット!ゴルフざんまい（? - 2022年3月27日）
- 恋する☆オンガク（2012年4月7日 - 2023年3月26日）
- 中国山口駅伝（2019年まで、毎年1月の最終日曜。中国放送にもネット）

## テレビ
県内での視聴率は、2024年の年間視聴率で全日、ゴールデンタイム、プライムタイムの個人視聴率で首位となり三冠を達成したが世帯視聴率の全日で山口朝日放送に首位を明け渡した。
ジャーナリストの坂本衛によれば、1960年3月から極一時期、子供たちの夜更かしをしての視聴を極力控えることを目的に、20時の時報の前に「子供の皆さんの時間はおわりました」との字幕フリップを表示したことがあったという。
山口県内のテレビ局の中では自社制作番組の比率が比較的高く、平日朝は『Oha!4 NEWS LIVE』『ZIP!』の一部を差し替えて、『KRYさわやかモーニング』を放送しているほか、夕方（17時台）は2024年3月まで自社制作枠だった。また、かつてはNNN全国ネット番組の制作も手がけており、1999年10月からは「ZZZ」枠で全国ネットの深夜番組『三宅裕司のワークパラダイス』を制作。2000年4月からは同枠で『三宅裕司のドシロウト』（ - 2006年3月）を放送していた。1991年には、開局35周年記念事業の一環として、2時間ドラマ『炎の如く 吉田松陰』（風間杜夫主演）を制作、「水曜グランドロマン」枠で全国放送された。
ドキュメンタリー制作にも力を入れており、『NNNドキュメント』の自社担当分については幾度か日本民間放送連盟賞を受賞している。また、現在は同賞に一本化された日本放送文化大賞もグランプリ3本、グランプリ候補番組4本（うち3本はラジオ）と最多の受賞歴を誇る。
テレビアニメの放送に関しては、「丸久サンデー劇場」のタイトルでフジテレビ系のテレビアニメを時差放送していた以外は原則日本テレビ系同時ネット番組のみとなっていた。2010年春の改編で、『それいけ!アンパンマン』のネット再開とあわせて、初のUHFアニメ『クプ〜!!まめゴマ!』の放送を開始、既存の『夢色パティシエール』（NNS同時ネット番組、番組そのものは2009年10月から放送されていた）とあわせて「日曜朝はKRYのアニメをどうぞ」とPRしていた。深夜アニメについては、『デジタル所さん』、『NANA』、『花田少年史』、『ONE PIECE』、『HUNTER×HUNTER』、『銀河機攻隊 マジェスティックプリンス』、『ワンダーエッグ・プライオリティ』（特別編は非ネット）、『EDENS ZERO』、『ルパン三世 PART6』、『転生したらスライムだった件』、『東京リベンジャーズ』（聖夜決戦編）と計11作放送している。

### 送信所

#### デジタル放送
リモコンキーID:4

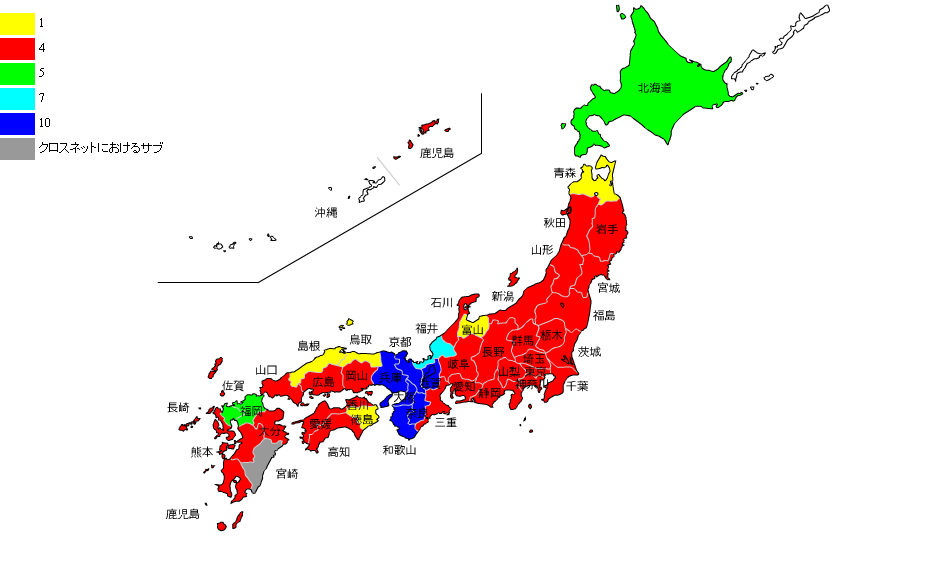
日本テレビ系列のリモコンキーID地図

- 周南（山口） 20ch 1 kW JOPF-DTV（防府市大平山）[58]
- 下関 20ch 100W（火の山）
- 鴻ノ峯 36ch 1W（鴻ノ峯）
- 岩国 39ch 100W（広島県江田島市）
- 下関西 20ch 3W（福岡県北九州市）

#### アナログ放送
2011年7月24日停波時点

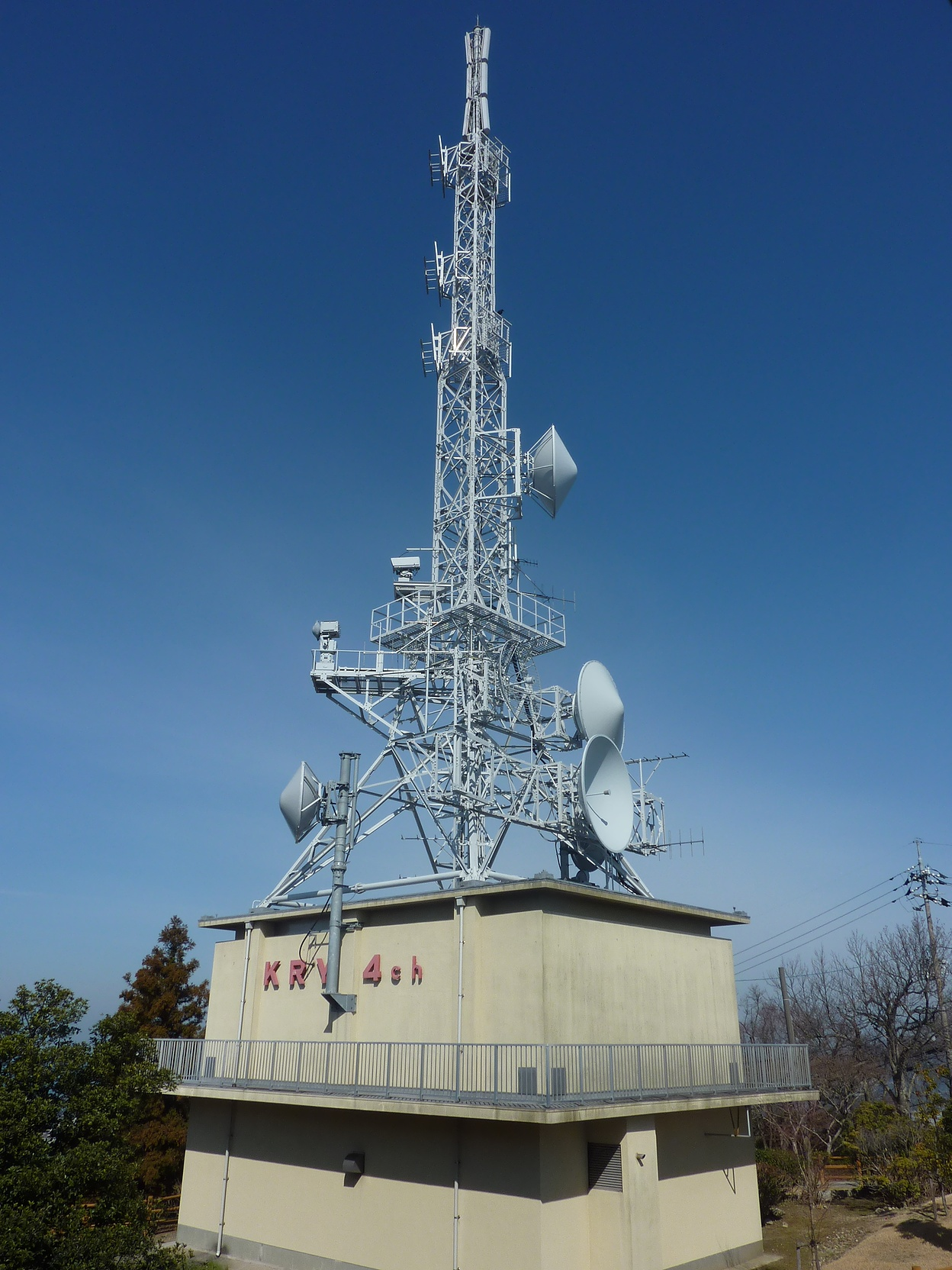
関門局

- 周南（山口） 11ch JOPF-TV（防府市大平山）
- 関門（下関） 4ch JOPM-TV（火の山）
- 山口鴻ノ峯 46ch
- 萩 4ch （田床山）
- 岩国 11ch
- 長門 10ch （矢ヶ浦岳）
- 宇部 61ch
- 美祢 61ch
- 須佐田万川 10ch
- 東和 44ch
直接受信可能なエリアは山口県全域と福岡県、島根県、広島県、愛媛県、大分県の一部地域。
テレビのアナログ放送が下関局ではなく「関門局」と名乗るのは、開設時の経緯によるものである（後述）。

### テレビネットワークの変遷
山口放送は地理的状況から、複雑なネットワーク変遷をたどった。

#### 開局当初
開局当初は、日本テレビ系列をメインとしたオープンネットであった。そのため、ニュースも以下の各系列から供給された。
- 日本テレビ（NTV） - 『日本テレニュース』、『婦人ニュース』
- ラジオ東京テレビ→TBSテレビ - 『朝日新聞ニュース』・『毎日新聞ニュース』【隔日】
- ローカル - ローカルのレギュラー枠は無く、フジテレビの『共同テレニュース』を受けて一部をローカル取材で差し替えた『ラジオ山口テレニュース』および『ラジオ山口テレビウィークリー』。

ラジオ山口テレビの開局準備段階では山口を通る電電公社のネットワーク回線は2本しかなく、1本はNHKが既に使用中。もう1本は広島では中国放送（RCC、当時の社名はラジオ中国）が、福岡ではRKB毎日放送がそれぞれ本線を使用し、かつ両局ともメインネットがラジオ東京系列（当時。現・TBSテレビ/JNN系列）だったため、順当に行くならば、山口放送はラジオ東京の系列を選ばざるをえない所であった。
ただ、仮にTBSテレビ系列に入ると、県東部（岩国市など）ではTBS系列の中国放送、県西部（下関市・宇部市など）では同じくTBS系列のRKB毎日放送が受信可能であったことから、山口放送と番組がかぶることとなり、営業上こうした点が危惧された。そのため、先発局がすべて日本テレビ系列である四国地方周りで、九州を経由するという複雑な経路も想定されていたものの、日本テレビ系列への加入を決定した。なお大阪 - 福岡間の（山口を通る）民放向け2本目のネットワーク回線はテレビ西日本（TNC、当時は日本テレビ系列）の開局直後、遅くとも1958年9月までに開通しており、アナログテレビ開局直前の1959年3月には他用途も含めて全6本が開通している。

#### 関門テレビ局開局
1961年（昭和36年）7月14日、KRYは下関市火の山で4チャンネルの予備免許を受け、翌1962年（昭和37年）4月1日に関門局は徳山本局と異なる番組を放送する独立した親局として放送を開始した。これがいわゆる「関門テレビ局」である。このことは、民放1社が2つの独立する親局を受け持つ（1局2波体制）という、全国初の出来事であった。そのため、当時の県内向けの新聞のラテ欄は、『山口テレビ（徳山・萩・岩国）』と『山口放送関門』のように並列で掲載された。
この当時のニュースも、徳山本局と関門局とで別のものが放送された。
- 徳山本局・関門局共通 - 『朝日新聞ニュース』、『毎日新聞ニュース』、『KRY テレビ夕刊』（自社制作、第1世代。1962年（昭和37年）5月21日スタート。）
- 徳山本局のみ - 『NNNあさ7時のニュース』（日本テレビ配給）、『日本テレニュース』→『NNNワイドニュース』（同）、『NNNニュースフラッシュ』（同）『NNNきょうの出来事』（同）
- 関門局 - 『KRYテレニュース』（フジ系『共同テレニュース』受け・ただし『産経新聞ニュース』差し替え分は徳山局でも放送）。

これには当時の電波事情と、山口と福岡を取り巻くネットワーク事情が複雑に入り組んでいる。KRYにとって、県内最大の人口を誇り、様々な企業の一部拠点が置かれる下関市をサービスエリアとする「関門局」は待望の開局であったが、郵政省からは、電波送信と番組放送に規制がかけられた。主な規制は、以下のとおり。
1. 当時はVHF1～12チャンネルと、テレビ送信に使用できる周波数帯域に限りがあったため、関門局と同一の4チャンネルを使用していた、RKB・RCCなどとの混信を抑制するため、西と南方向の電波送信を規制（＝「指向性をかける」）する。
2. 徳山（現・周南）本局からのフィルム番組・自主制作番組を、50%以上放送する。
  - 当時他社では、80%のマイクロネットが通常だった[65]。
3. エリアを共通とする他地域の民放局のうち、RKB毎日放送（RKB、TBSテレビ系）、テレビ西日本（TNC、当時は日本テレビ系）、九州朝日放送（KBC、当時はフジテレビ系・NET〈現：テレビ朝日〉系クロス）と内容を同じくする番組は、1日の放送時間に対して3分の1以下とする。

このうち、TNCは当時の八幡市（現：北九州市）に本社を置き、RKBは本社を福岡市に、中継局を八幡の皿倉山に設置、下関市内では両局ともに良好に受信できていた。これは当時、福岡と八幡でそれぞれ別々にチャンネルプランが割り当てられたためであり、TNCや前述の西部毎日テレビの件はこのためである。一方この影響を受けたのが関門テレビで、当初はKBCの編成から外れたフジやNETの番組など40%の番組がマイクロネットだったが、上記の電波送信規制により北九州市全域へのエリア拡大が果たせなかったことなどが要因でスポンサードネット番組は次第に減り、2 - 3年後には90%がフィルム番組となり、山口放送の経営をかなり圧迫した。この事態は1964年（昭和39年）10月1日にTNCが日本テレビ系を離脱し、徳山本局と同じ番組が流せるようになるまで続いた。
KRYや読売新聞社によるこれらの動きはTNC、ならびにTNCの筆頭株主である西日本新聞社の逆鱗に触れることとなり、読売新聞社の九州進出構想（読売新聞西部本社を参照）が決定打となり次項の動きへつながる。

#### 周南・関門局編成1本化
1964年（昭和39年）10月1日に、テレビ西日本はフジテレビ系列にネットチェンジし、九州朝日放送がNETのフルネット局になった。したがって、福岡県から日本テレビ系列局が消滅した。これにより関門テレビの番組規制（前項 3.）が無くなったため、山口放送テレビの番組は、徳山本局・関門テレビ同時ネットになった。
ネットチェンジにより日テレ系列局が消滅したしたことに伴い、北部九州地区へカバーする目的で日本テレビは山口放送と業務協定を結んだ。なお、九州におけるNNNのニュース取材については福岡放送が開局するまで日本テレビが福岡に九州分室を設置していた。
このように、1969年（昭和44年）4月に福岡地区において、日本テレビ系の福岡放送（FBS）が開局するまでは、事実上、KRYが福岡県での日本テレビ系列を補完する役割を持っていたといえる。
なお、当時の名残はその後も残り、山口放送からのコールサインは、『JOPF-TV山口放送テレビジョン』『JOPM-TV山口放送関門テレビジョン』と並列してアナウンスされる状態が1990年代後半まで続き、関門テレビでも、ごく一部ではあるが、番組差し替えが行われていた。24時間放送開始後も、「オープニング」「クロージング」画面上は、『JOPF-TV』『JOPM-TV』と、周南・関門両局のコールサインが並列表示されていた。地上デジタル放送では周南本局のみが親局となったため、2011年（平成23年）7月24日の地上アナログ放送終了をもって、関門テレビ『JOPM-TV』の送信が終了した。

#### 1960年代後半以降、ネットの変動・NNNとの関係
※テレビ山口と山口朝日放送の英表記の小文字変更は2005年（平成17年）以降のため、この項では開局当時の大文字を使用する。
- 1966年（昭和41年）4月1日 - ニュースネットワークNNNに加盟。
- 1970年（昭和45年）4月1日 - テレビ山口が開局。同局はTBSテレビ系列メインのフジテレビ系列およびNET（現：テレビ朝日）系列の3社クロスネット局として開局した[71]ため、以降、山口放送では日本テレビを中心に、テレビ山口の編成から漏れたフジテレビ・NET・TBSテレビの番組も放送する形態となった。
- 1972年（昭和47年）
  - 1月 - 『NNNニュース』大改編に伴い、18時台の『テレビ夕刊』（第2世代、12分）を軸に昼前、午後にそれぞれ、『KRYニュース』をおいた[72]。
  - 6月14日 - この日発足したNNSに加盟。
- 1975年（昭和50年）
  - 3月31日 - 腸捻転解消により、関西地区のJNNの準キー局が朝日放送（現：朝日放送テレビ）から毎日放送に変更されたため、毎日放送制作の番組がすべてテレビ山口に移行し、代わって朝日放送制作の番組が移行した。
  - 6月 - 山口県出身の佐藤栄作元首相が死去した際、山口放送はNNNキー局の日本テレビに報道特別番組の制作を打診したが、当初はNNNでの報道特番制作の予定はなかった。この間に早々とFNN（フジテレビ系）で2時間の報道特番が放送されることが決定し、山口放送は「FNN特番のネットを了解してほしい。その際にニュースのネットを求められれば応ぜざるを得ない」旨を申し合わせのうえ伝えた。これを受けた日本テレビは急遽報道特番を制作。当然のことながら山口放送はNNNの報道特番を同時ネットした[73]。
- 1976年（昭和51年） - 『テレビ夕刊』（第3世代）が、30分に拡大（ワイドニュース番組化）[74]。『毎日新聞ニュース』終了（ラジオも同様）[75]。
- この頃、日本テレビで放映されていた『11PM』『ウィークエンダー』『ミセス&ミセス』『お昼のワイドショー』などの内容が低俗化が進んでいることを訴えた。日本テレビ側は善意を尽くした[注釈 23]ものの、改善が見られないと判断した山口放送は最終的に1978年（昭和53年）に『11PM』と『ミセス&ミセス』の放送を打ち切った（『ウィークエンダー』はゴールデンタイム番組のため継続、『お昼のワイドショー』は打ち切り保留）[76][注釈 24]。なお、朝番組のネット再開は1979年（昭和54年）4月スタートの『ルックルックこんにちは』から、深夜11時台の日テレバラエティのネット再開はテレビ朝日系脱退（クロスネット解消）に伴う『EXテレビ』放送開始からである。
- その後、山口放送では『11PM』の後番組として、当時テレビ山口がクロスネットを組んでいたフジテレビ系の『プロ野球ニュース』をネットした[76]。山口放送でこうした措置を取ることができたのは、当時テレビ山口はTBSテレビ系メインのクロスネット（ただしフジテレビ系は番組ネットのFNSのみの加盟）で、この時間帯にJNN協定適用番組の『JNNスポーツデスク』を編成していた時期がある他、『JNNニュースデスク』が編成によっては繰り下がるケースがあり、『プロ野球ニュース』の編成が物理的に難しかったことや、当時山口放送がフジテレビとも資本関係があったためとも考えられる[要出典]。ただし、山口放送は系列外であることから周辺系列局から難色を示された他、1980年（昭和55年）4月の改編で『きょうの出来事』と『プロ野球ニュース』の放送時間の重複が生じたことから、5分間のディレイネットを行うために遅れ放送の時間を調節するための機械（テレビ番組遅延装置）[注釈 25]をこの為に開発したという必要に迫られるなど、ネットは予想以上に難航した[77]。
- 1978年（昭和53年）10月 - テレビ山口のネット系列からテレビ朝日が外れる。そのため、同局に代わってANNに加盟し、『ANNニュースライナー』などの新規ネット開始とともに、テレビ山口で放送されていたテレビ朝日系列番組の一部が翌1979年（昭和54年）4月までに山口放送へ移行してくる[注釈 26]。逆に山口放送で放送されていたTBSテレビ系列の番組がすべてテレビ山口へ移行する。
- 1993年（平成5年）10月1日 - ANNフルネット局である山口朝日放送の開局により、民間放送教育協会（民教協）関係以外のテレビ朝日制作の番組がすべて山口朝日放送へ移行し、ANNを脱退。これをもって、山口放送は日本テレビのフルネット局となった。現在は日本テレビ系列局である一方、テレビ山口では放送されない一部のフジテレビ系列・テレビ東京系列の番組も番組販売で放送している。
- 氏家齊一郎と親交のある赤尾嘉文（後の会長、2019年死去）が社長に就任して以降、日本テレビとの関係は急速に改善された。赤尾はこの交友関係から、日本テレビの社外取締役も務めたことがある。
- フジテレビの社長・会長を務めた浅野賢澄が、系列外でありながら一時山口放送で社外取締役を務めたことがあった。また、フジテレビがテレビ山口にFNN加盟を打診したことで端を発したテレビ山口のFNS脱退の際、それと前後する形でフジテレビは山口放送にFNS-FNN加盟を打診したことがあったという[78]。

##### 18時台以降の番組編成の変遷
- ★ → 時差ネット
- ☆ → 同日30分前倒し

### 現在放送中のテレビ番組
出典：

#### 自社制作番組
ブロックネット番組
- 防府読売マラソン（12月第3日曜 11:50 - 14:25、NNN西日本14局ネット[注釈 27]）
- 中四国レインボーネット（不定期放送、NNN系列中四国7局持ち回り制作）

ローカル番組
- KRYさわやかモーニング（月曜 - 金曜 5:20 - 6:54）※祝日休止の場合は5:50まで特別番組、5:50から『ZIP!』をフルネット
  - 週刊!レノファTV（木曜 6:15 - 6:20頃、『KRYニュースライブ』でも金曜日に放送）
- わくわくチャンネル（水曜 - 金曜 11:25 - 11:30）
- Kry news every.（月曜 - 金曜 15:50 - 19:00。このうち第1部の「くわしくッ・天気」を県内のニュースと18時台ローカル枠の予告に差し替え、18:15 - 19:00はローカルニュースゾーン）
  - Kry news every.らいふ（月曜 - 金曜 17:25頃 - 17:53）
- KRYニュース（火曜 - 木曜 19:54 - 20:00、金曜 20:54 - 21:00、21:54 - 22:00、土曜 17:20 - 17:25、土・日曜 20:54 - 21:00、日曜 11:40 - 11:45、16:55 - 17:00）
- 10keiちゃんねる（土曜 22:54 - 23:00）
- わくわくチャンネル（水曜 - 金曜 11:25 - 11:30）
- みんなの中にKRY（毎月最終週・日曜 6:00 - 6:15）
- わくわくサンデー（日曜 10:55 - 11:10）
- はつらつ山口っ子（第3日曜 10:55 - 11:10、山口県広報番組）
- 元気創出!やまぐち（日曜 11:10 - 11:25、山口県広報番組）
- しものせき21（日曜 11:50 - 12:00、下関市広報番組）
- 情報PiPi（ジョイ企画[80]制作番組）
- イベント・ダイアリー
- レコマウ
- KRYシアター（年末年始深夜）
- 全国高等学校サッカー選手権 山口大会決勝
- 週刊!レノファTVスペシャル レノファ山口FC実況中継（年1-2試合）

#### ネット番組
日本テレビ系列番組
太字は同時ネット。
- コープのおいしめし（月曜 11:25 - 11:30、広島テレビ制作）
- 浜ちゃんが!（火曜 0:54 - 1:24（月曜深夜）、読売テレビ制作）
- ナンデモ特命係 発見らくちゃく!（火曜 1:24 - 1:54（月曜深夜）、福岡放送制作）
- 24時間テレビチャリティー・リポート（火曜 11:25 - 11:30）
- ドラマDEEP（水曜 0:24 - 0:54（火曜深夜））
- 東野・岡村の旅猿（木曜 1:49 - 2:19（水曜深夜））
- オードリーさん、ぜひ会ってほしい人がいるんです。（金曜 0:54 - 1:24（木曜深夜）、中京テレビ制作）
- 1×8いこうよ!（金曜 1:24 - 1:54（木曜深夜）、札幌テレビ制作）
- ニノさん（金曜 19:00 - 19:56）
- Friday's EDGE（土曜 0:30 - 0:59（金曜深夜））
- バズリズム02（土曜 0:59 - 1:59（金曜深夜）
- 3分クッキング（月曜　- 土曜 11:45 - 11:55、日本テレビ制作）
- サタデーLIVE ニュース ジグザグ（土曜 11:55 - 13:30、読売テレビ制作）
- 上沼・高田のクギズケ!（土曜 16:00 - 16:55、読売テレビ・中京テレビ共同制作）
- ゴリ夢中（最終週以外の日曜 6:00 - 6:15、中京テレビ制作）
- それいけ!アンパンマン（日曜 6:30 - 7:00）
- 所さんの目がテン!（日曜 7:00 - 7:30）
- 遠くへ行きたい（日曜 13:00 - 13:30、読売テレビ制作）
- そこまで言って委員会NP（日曜 13:30 - 15:00、読売テレビ制作）
- サクサクヒムヒム（土曜 23:30 - 23:55、中京テレビ制作）
- NNNドキュメント（日曜（月曜深夜） 24:55 - 25:25）
- 全国高等学校サッカー選手権大会 / サッカー魂
- イオンモールカップ高等学校書道パフォーマンスグランプリ中四国大会<決勝大会>（2月第1土曜 10:30 - 11:25、西日本放送制作）
- 土曜パラダイス・サンバリュ・日曜パラダイス - 『イチオシどようび』（旧土曜ロータリー）・『サタデーギュッ♡たいむ』・『日曜スペシャル』のコンテンツとして放送するが、平日の10:25 - 11:25でも放送することがある。

フジテレビ系列番組
- ONE PIECE（火曜 1:54 - 2:24（月曜深夜））
- フジテレビ月曜9時枠の連続ドラマ（木曜 0:54 - 1:49（水曜深夜）） - 『スイドラ』に改題。

テレビ東京系列番組
- 二軒目どうする?〜ツマミのハナシ〜（水曜 1:24 - 1:54（火曜深夜））
- ナゼそこ?（土曜 9:25 - 10:25）
- 開運!なんでも鑑定団（土曜 13:00 - 14:00、再放送：日曜 12:00 - 13:00）
- ありえへん∞世界（日曜 0:55 - 1:50（土曜深夜））
- THE フィッシング（日曜 17:00 - 17:30、テレビ大阪制作）

民教協制作番組
- 日本のチカラ（金曜 10:25 - 10:55）

### 過去に放送したテレビ番組

#### 自社制作番組
全国ネット番組（レギュラー、いずれも東京支社制作）
- 三宅裕司のワークパラダイス（1999年10月5日 - 2000年3月28日）
- 三宅裕司のドシロウト（2000年4月5日 - 2006年3月30日）

ローカル番組
- ラジオ山口テレビウィークリー→KRYテレビウィークリー（1959年10月 -1963年4月）
- 県民アワー（1970年4月 - 2003年3月）→元気です!やまぐち（2003年6月 - 終了時期不明）
- こんにちは土曜日です（1968年3月 - 1970年2月）
- ふるさとさん（1970年4月 - 1971年5月）
- KRYウィークエンドスタジオ（1971年6月 - 1976年3月）
- ふるさとやまぐち（1979年1月 - 1981年3月）
- 勝津正男のナマナマ55分（1981年4月 - 1993年9月）→岡本修二のナマナマ55分（1993年10月 - 1994年3月）
- テストパターンミュージック（24時間放送開始前まで） - 厳密には番組扱いではないが、テストパターンとクラシック音楽を組み合わせたものにオープニングとエンディング、さらに池内博子アナウンサーのナレーションを乗せて放送していた。
- やまぐちかわら版
- いきいきやまぐち455（1994年4月 - 1995年3月）→情報一番!カツ躍ワイド（1995年4月 - 1999年3月）
- 熱血テレビ（1999年4月 - 2024年3月）
- KRY テレビ夕刊→プラス1やまぐち→Newsリアルタイムやまぐち→スクープアップやまぐち→KRYニュースライブ
- ヤン坊マー坊天気予報
- プロ野球ナイター・西鉄ライオンズ主催ホームゲーム[注釈 28]
- 山陽線物語（1964年11月3日、9:30 - 11:20放送、広島テレビの開局後ながら、TBSテレビ系列局の中国放送との共同制作）[81]
- 全国高等学校野球選手権山口大会 実況中継（ - 1993年度）
- ジョイ企画制作番組のうち、『テレビタウン情報暮らしのBOOM』（日曜夕方）、『続々情報館』（土曜午前中）、『街角タイムリー』（月曜昼前、以上は5分番組）、『山口・九州週末スポット情報』（金曜昼前、1分間スポット）
- ZIP!やまぐち
- ナビすた!（ - 2024年3月）
- 秋吉台ウルトラクイズ（年1回（毎年7月か8月）放送、1986年 - 1995年）
- ただいま3才（1973年7月 - 1988年12月）→すくすく山口っ子（1989年9月 - 1998年12月）
- 金夜はロック座（1994年5月 - 1997年3月・2000年4月 - 2003年10月、ラジオでも2000年4月 - 2003年10月に日曜夕方に放送されていた）
- 熱血テレビサタデー（2024年4月 - 2025年3月）

#### ネット番組
※印は現在も放送している番組。
〇印は「丸久サンデー劇場」枠での放送
NNS系列局制作番組（時差ネットのみ）
- 火曜サスペンス劇場（テレビ朝日系番組ネット枠にしていた関係で「土曜サスペンス劇場」に改題の上で遅れネット。クロスネット解消後に同時ネットに切り替え）
- ピカイチ（途中から同時ネットに切り替え）
- ジャパン☆ウォーカー（時差ネット）
- ひるザイル
- HiGH&LOW(シーズン2)
- 愛の修羅バラ!（読売テレビ・中京テレビ共同製作）
- ビックラコイタ箱（中京テレビ制作）
- まっすぐにいこう。（読売テレビ制作、第1期のみ）
- あいどりゅ☆→めちゃフル!（日本海テレビ制作）

テレビ東京系列番組
- 歌え!ヤンヤン! （土曜 16:00 - 16:55）
- ハロー! ピンクレディー
- 姫ちゃんのリボン
- 炎の闘球児 ドッジ弾平
- 愛の貧乏脱出大作戦
- ミスター味っ子〇（本放送時はtysにて放送されていた為再放送扱い）
- 楽しいムーミン一家〇
- 徳光和夫の情報スピリッツ
- 世の中ガブッと!→トコトンハテナ
- TVチャンピオン(『TVチャンピオン2』はyabで放送）
- たけしの誰でもピカソ
- ロンブーの怪傑!トリックスター
- 新説!?日本ミステリー
- 田舎に泊まろう!
- たけしのニッポンのミカタ!（yabへ移行）
- 名曲!にっぽんの歌
- ソレダメ!〜あなたの常識は非常識!?〜※
- モヤモヤさまぁ〜ず2※
- 和風総本家（テレビ大阪制作）
- 高田純次の年金生活（BSテレ東制作）
- SPY×FAMILY

ほか多数
フジテレビ系列番組
- ママとあそぼう!ピンポンパン （17:00 - 17:45）
- 忍者部隊月光
- 春の高校バレー（テレビ山口へ移行）
- プロ野球ニュース
- ライオン奥様劇場→ライオンのいただきます→ライオンのいただきますII→ライオンのごきげんよう（1993年9月まで、フジテレビ系から30分遅れの13:30より放送）
- 山ねずみロッキーチャック （月曜 18:00 - 18:30）
- TOKIOのなりゆき
- マッハブイロク
- 平成教育委員会（1996年10月、テレビ山口から移行）
- 金曜名画劇場（「ゴールデン洋画劇場」の1週遅れ）
- キンカン素人民謡名人戦
- かりあげクン
- 日曜18時台前半アニメ枠（枠自体は※）
  - ハクション大魔王（ytv制作の『…2020』も当局で放送）→いなかっぺ大将→科学忍者隊ガッチャマン→てんとう虫の歌→ポールのミラクル大作戦→一発貫太くん→科学忍者隊ガッチャマンII→科学忍者隊ガッチャマンF→とんでも戦士ムテキング→ダッシュ勝平→未来警察ウラシマン
- サザエさん（1979年9月まで、同年10月にテレビ山口へ移行）
- 日曜19時台前半アニメ枠（当時）
  - マジンガーZ（約5か月遅れの土曜 18:00 - 18:30枠）
  - 惑星ロボ ダンガードA
  - SF西遊記スタージンガー（水曜 17:15 - 17:45枠）
  - おじゃまんが山田くん→さすがの猿飛→Gu-Guガンモ→タッチ（前後については不明）
  - キテレツ大百科〇
  - こちら葛飾区亀有公園前派出所〇
- アルプスの少女ハイジ→世界名作劇場（一部作品のみ。番組販売扱い）
- 唄子・啓助のおもろい夫婦（土曜 23:00 - 23:30枠）
- トリビアの泉 〜素晴らしきムダ知識〜（30分ヴァージョン、ゴールデン進出後はテレビ山口で放送）
- 日清ちびっこのどじまん
- 泣かないと決めた日
- ニッポン インポッシブル
- ミライ☆モンスター※
- 宇宙エース
- 赤白パネルマッチ（同時ネット）
- コートにかける青春
- 北斗の拳
- 魁!!男塾
- ザ・ノンフィクション※
- ふるさと紀行（東海テレビ制作）
- 東海テレビ制作昼の帯ドラマ（『ぬかるみの女2』など一部作品のみ）
- どっきりQ→ねるとん紅鯨団（いずれも関西テレビ制作）
- どてらい男（関西テレビ制作）
- 人気もん!（テレビ新広島制作、テレビ山口が『サンデージャポン』の同時ネットを開始したため移行）

ほか
テレビ朝日系列番組
☆は山口朝日放送開局と同時に移行された番組。
- テレビ朝日系列昼ニュース枠☆
ANNニュースライナー→ANNニュース
- あまから問答☆
- メタルヒーローシリーズ（1985年4月、テレビ山口から移行）☆
巨獣特捜ジャスピオン→時空戦士スピルバン→超人機メタルダー→世界忍者戦ジライヤ→機動刑事ジバン→特警ウインスペクター→特救指令ソルブレイン→特捜エクシードラフト→特捜ロボ ジャンパーソン
- テレビ朝日系列平日午前のワイドショー枠☆
モーニングショー→スーパーモーニング
- テレビ朝日系列平日昼の情報番組枠（1979年4月、テレビ山口から移行。この枠のネット受け自体は、山口朝日放送開局前の1993年3月31日[82]で打ち切り）☆
アフタヌーンショー→なうNOWスタジオ→布施明のグッDAY→どこまで笑うの?!→欽ちゃんのどこまで笑うの?!→欽どこTV!!→お昼のマイテレビ→ホットライン110番→森田健作の熱血テレビ→女38歳気になるテレビ→お昼の独占!女の60分→人間探検!もっと知りたい!!
- 徹子の部屋☆
- 欽ちゃんのどこまでやるの!?（土曜 22:00 - 22:54に遅れネット）
- テレビ朝日水曜21時枠刑事ドラマ☆（火曜 22:00 - 22:55にて約1週間遅れ・スポンサードネット）
大都会25時、ベイシティ刑事、はぐれ刑事純情派、さすらい刑事旅情編
- 西部警察シリーズ(『…2004』は、☆)
- クイズタイムショック（1978年10月、テレビ山口から移行。同時に司会者が山口崇に交代。『…21』は☆）
- ナショナルゴールデン劇場（1979年4月、テレビ山口から移行。1週遅れネット）
- 暴れん坊将軍☆（月曜 22:00 - 22:55）
- あばれはっちゃくシリーズ〇
- 愛してナイト
- 聖闘士星矢〇（『…Ω』は☆）
- 名奉行遠山の金さん（日曜 22:30 - 23:25に遅れネット）
- 特別機動捜査隊（モノクロ時代のみ）
- 特捜最前線（1979年4月、テレビ山口から移行・『…2013〜7頭の警察犬』は、☆）
- 火曜21時時代劇（1978年10月、テレビ山口から移行）
  - 破れ新九郎
  - 鬼平犯科帳 (萬屋錦之介)
- 日曜19時後半象印マホービン一社提供枠
  - 象印歌のタイトルマッチ→ 象印スターものまね大合戦→象印ヒット作戦 1!2!3!→象印ライバル対抗大合戦!→象印クイズヒントでピント（1988年3月いっぱいで終了、ただしその後☆）
- ザ・ベストヒット'83
- 誘われて二人旅
- ビデオあなたが主役（火曜 21:00 - 21:55に同日2時間遅れでネット）→邦子と徹のあんたが主役☆
- さんまのナンでもダービー（火曜 21:00 - 21:55に同日2時間遅れでネット）☆
- おぼっちゃまくん
- ビートたけしのスポーツ大将（1988年頃から火曜 21:00 - 21:55に遅れネット、6日遅れ→同日2時間遅れ）（復活特番は☆）
- 100万円クイズハンター（テレビ山口に移行。山口放送からテレビ山口に移行した珍しいケース）
- 人造人間キカイダー
  - キカイダー01 （火曜 18:00 - 18:30）
- 素浪人 花山大吉
- 遠山の金さん捕物帳
- 愛の戦士レインボーマン （水曜 18:00 - 18:30）
- 魔法使いサリー（第1作）→ひみつのアッコちゃん（第1作）→魔法のマコちゃん→さるとびエッちゃん→魔法使いチャッピー
- 超電磁ロボ コン・バトラーV
- がんばれ!レッドビッキーズ〇
- ワールドプロレスリング（1978年10月、テレビ山口から移行）☆
- 透明ドリちゃん
- ベストヒットUSA
- 新時代の中小企業→明日の経営戦略
- 題名のない音楽会（制作局が東京12チャンネル時代から放送していた）☆
- 朝日放送テレビ制作土曜朝のワイドショー☆
おはようワイド・土曜の朝に→土曜だエブリバディ!→桂三枝のにゅーすコロンブス→海江田万里のパワフルサタデー→朝だ!生です旅サラダ
- 新婚さんいらっしゃい!（朝日放送テレビ製作、腸捻転解消後）☆
- 必殺シリーズ（朝日放送テレビ製作。1978年4月、テレビ山口から移行。『江戸プロフェッショナル・必殺商売人』以降。『…商売人』第9話「非行の黒い館は蟻地獄」 - 『新・必殺仕事人』第42話「主水バクチする」の間は同時ネット）☆
- 朝日放送テレビ制作日曜朝8時30分枠のアニメ☆（『題名のない音楽会』との抱き合わせという形だった。）
とんがり帽子のメモル→は〜いステップジュン→メイプルタウン物語→新メイプルタウン物語 パームタウン編→新メイプルタウン物語 パームタウン編/ビックリマン（同時放送）→ビックリマン→新ビックリマン→まじかる☆タルるートくん→スーパービックリマン→GS美神
- 世界一周双六ゲーム（朝日放送テレビ製作）
- プロポーズ大作戦（朝日放送テレビ製作。1979年4月、テレビ山口から移行）
- 探偵!ナイトスクープ（朝日放送テレビ製作）☆
- 東京メグレ警視シリーズ（朝日放送テレビ製作）
- 毎日放送制作土曜朝のワイドショー（腸捻転解消前、腸捻転解消後は1989年4月にテレビ山口で再開）
ウィークエンドショー→ウィークエンドモーニングショー→八木治郎ショー
- オリエンタル⇒グリコがっちり買いまショウ（毎日放送製作、腸捻転解消前）
- アップダウンクイズ（毎日放送製作。大阪地区の腸捻転解消前の1963年10月 - 1964年9月、関門局のみで放送。解消後の1975年4月からテレビ山口で再開）
- 仮面ライダーV3 （毎日放送製作。木曜18:00 - 18:30）
- 皇室アルバム（毎日放送製作、腸捻転解消前）
- 佐武と市捕物控（毎日放送製作、腸捻転解消前）
- 中野浩一のK-ファン（広島ホームテレビ製作。民教協以外で山口放送の編成に残ったANN系列番組）

ほか
TBSテレビ系列番組（テレビ山口開局前）
- 時事放談
- タケダアワー
- ブラザー劇場
- 不二家の時間
- 東芝日曜劇場
- ヤング720
- ポーラテレビ小説
- 七人の刑事（モノクロ版）
- 東京警備指令 ザ・ガードマン
- 肝っ玉かあさん
- てなもんや三度笠（朝日放送テレビ制作・腸捻転時代）
- 夫婦善哉（朝日放送テレビ制作・腸捻転時代）

TBSテレビ系列番組（テレビ山口開局後）
- ナショナル劇場（後のパナソニック ドラマシアター。1975年3月時点では、本放送＝月曜 22:00 - 22:55、再放送＝月 - 金曜 14:35 - 15:30）
- キッチンパパ（テレビ山口開局後も引き続き放送。1973年6月時点では土曜 10:30 - 10:45）[83]
- 水曜劇場
- ロッテ 歌のアルバム
- おやじバンザイ
- ただいま恋愛中（朝日放送テレビ制作。1973年6月時点ではTBS系全国ネット扱いで土曜日 14:30 - 15:00。腸捻転解消後のNETテレビ系番組としての放送状況は不明）[83]
- ど根性ガエル（朝日放送テレビ制作。本放送終了および腸捻転解消後、NET系番組として月曜日 - 金曜日 16:45 - 17:15枠で集中放送。また、2015年の日本テレビ制作テレビドラマも放送）
- はじめ人間ギャートルズ（朝日放送テレビ制作。大阪地区での腸捻転解消後も、NETテレビ系番組として放送）
- RINRINトライアングル（中国放送制作。2003年まで放送）
- 東京卍リベンジャーズ（毎日放送製作、第2期以降）

民間放送教育協会（民教協）制作番組
- 親の目・子の目

その他
- 演歌百撰（関西放送制作）
- クプ〜!!まめゴマ!→全力ウサギ→ まめうしくん
- 銀河機攻隊 マジェスティックプリンス
- 塩谷育代のベストショット（土曜 5:30 - 5:59、テレビ埼玉クリエイティブ制作）

## ケーブルテレビ再送信局
以前は以下のケーブルテレビで区域外再送信が行われていたが、いずれもアナログ放送のみだったため2011年（平成23年）7月24日の終了と同時に廃止された。
- 島根県
  - サンネットにちはら（津和野町のうち、旧日原町の区域のみ）
- 大分県
  - 大分ケーブルネットワーク
  - 佐賀関テレビ

## アナウンサー・レポーター等

### 在籍中
2025年7月現在。☆は山口県出身者。

#### 男性
- 1981年 渡辺三千彦☆
- 1990年 國本泰功☆（アナウンス部長）
- 1994年 高橋裕
- 1996年 竹重雅則☆
- 2004年 高橋良
- 2014年 成田弘毅
- 2022年 田中泰平☆
- 2023年 山田怜司

#### 女性
- 1999年 河野康子☆
- 2011年 中村衣里☆
- 2020年 上田奈央
- 2021年 畑中里咲（元セント・フォース関西所属のフリーアナウンサー）
- 2024年 野口緒美

気象予報士
- 山本昇治（2006年 - ）
- 秋山幸輝（オフィス気象キャスター所属、2024年 - ）

パーソナリティ ※公式サイトの掲載順に列挙
- 青木京子（1994年 - ）- 元アロー号リポーター
- 榎本まさひろ（歌手）
- 北川加寿美（2022年3月までは「北川かす美」名義で出演。）
- 小林愛子
- 水津香織
- 鈴木久美
- 清家律子（1985年 - ）- 元アナウンサー
- 竹島知江（1995年 - ）- 元アナウンサー
- 原田かおり
- 武藤央子（2021年1月 - 、 同年4月からは「武藤ひさこ」名義で出演。）
- 山根由紀夫（周南市出身）- ラジオ『お昼はZENKAI ラヂオな時間』などを担当。
- 山本恭子
- 山本博子（1992年 - ）- 元アナウンサー

### 以前の在籍者

#### 他部署在籍者
- 1988年
  - 藤井達也（現在は編成業務局）
- 1992年
  - 倉重悟（現在は萩支局長記者）
- 2017年
  - 力石舜久（他部署所属）

#### 退職者
在職中に死去した人物も含む。

##### 男性
- 1962年
  - 岡本修二（ - 1999年）
- 1970年
  - 井上雪彦（ - 2006年、在職のまま急逝）
- 1974年
  - 勝津正男（ - 2011年）
- 1992年
  - 松藤好典（ - 1998年、広島ホームテレビに移籍）
- 1997年
  - 中谷隆宏（ - 2011年、現在フリーキャスター）
  - 福谷貞夫（ - 2011年、フットメディアでフリーアナウンサーとして活動後、帰郷し現在は日本海テレビに所属）
- 1999年
  - 石川正史（ - 2006年、大分放送に移籍。2023年に大分県津久見市長に就任）
- 2010年
  - 庄野数馬（ - 2015年3月、テレビ大阪に移籍し、2019年8月31日付で退社）
- 2015年
  - 長井紀幸（ - 2017年）
- 2019年
  - 藤澤達弥（ - 2022年、北海道テレビ放送に移籍）
- 中村鋭一（開局時に朝日放送より応援出向。福井放送にも開局時応援出向した。1980年参議院議員通算2期、1996年衆議院議員1期）
- 井上進
- 藤田嘉宏（新潟総合テレビに移籍）

##### 女性
- 1959年
  - 磯野恭子（ - 2001年、後にディレクターに転向、常務取締役を歴任。2004年 - 2010年岩国市教育長。2017年死去）[85][86]
- 1973年
  - 池内博子（ - 2010年、定年後の2010年から2015年は専属パーソナリティとして出演していた。）
- 1975年
  - 吉田治美（ - 1994年、朝日放送から移籍。退職後も2002年頃までKRYラジオに出演していたが、2003年死去）
- 1985年
  - 向田好美（ - 2015年）
- 1988年
  - 徳本恵子（ - 2011年）
- 1992年
  - 石川紀子（ - 1997年）
- 1993年
  - 山東美穂（ - 2003年）
  - 中村千景（ - 1997年）
  - 水田薫（ - 1997年。退社後はオートレース中継に出演することが多い）
  - 若井典子（ - 2011年）
  - 瀬川嘉（ - 2024年9月）
- 1994年
  - 荒石由紀恵（ - 1998年）
- 1997年
  - 村瀬ひとみ（ - 2005年）
- 1998年
  - 森田祐理子（ - 2002年）
- 2002年
  - 脇田美代（ - 2011年）
- 2004年
  - 長安智子（ - 2007年、アロー号リポーター。サガテレビ→四国放送→NHK山口放送局→NHK福岡放送局に移籍）
- 2005年
  - 塚田文（ - 2009年、2019年4月 - 9月）
- 2007年
  - 香取由有子（ - 2009年、退社後は、NHK広島局→神戸局→奈良局契約キャスター）
- 2008年
  - 小野口奈々（ - 2015年7月31日、TVQ九州放送に移籍→フリー）
- 2009年
  - 大河原あゆみ（ - 2013年、現在はフリーアナウンサー）
- 2010年
  - 鎌田友里（ - 2017年、2021年 - 2024年）
- 2012年
  - 徳田琴美（ - 2019年、TBSスパークルを経て、現在はセント・フォース所属のフリーアナウンサー）
- 2015年
  - 高松綾香（ - 2023年、現在はニチエンプロダクション所属のフリーアナウンサー）
- 2016年
  - 丹黑香奈子（ - 2019年、徳島県にある事務所に所属し、フリーアナウンサー）
  - 八木美佐子（ - 2020年、広島ホームテレビを経て、現在はホリプロ所属）
- 2018年
  - 深澤朝香（ - 2022年、テレビ北海道→TBSスパークルを経て、現在はセント・フォース所属のフリーアナウンサー）
- 2019年
  - 今井香里（ - 2020年）
- 2023年
  - 梅﨑さくら（ - 2025年6月）
- 福井恭子（1991年 - 1994年、 ? - 2024年3月・元アロー号リポーター）
- 中村恵理 ( - 2024年3月)
- 内田美香（後にローカルタレントの大谷泰彦と結婚）
- 水戸優子
- 藤本恵歌

## イメージキャラクター
- 「マウ」は放送開始40周年の時に制定（1995年（平成7年）8月25日）。
- 「ミウ」は2001年（平成13年）に放送開始45周年を記念してマウのガールフレンドとして登場。名前は視聴者からの一般公募で命名された。

## キャッチフレーズ
- 「地域果汁100%」
放送開始40周年の時に制定
- 「夢中・熱中・放送中」
「ミウ」の登場時に変更。（2001年（平成13年）には「夢中・熱中・感謝中」とアレンジ）
- 「TRY KRY」
2009年（平成21年）春の改編時に変更。
- 「ギュッ!っとやまぐちKRY」
2015年（平成27年）春の改編時に開局60周年記念として変更。
- ｢みる。きく。つながる。KRY｣
2020年（令和2年）10月に開局65周年を前に変更。現在使用中。

## 情報カメラ設置ポイント
- 本社屋上（周南市・2001年（平成13年）3月24日に発生した芸予地震でカメラが落下してしまい、発生から数ヶ月間設置していなかった。2007年（平成19年）10月からHD）
- 海峡ゆめタワー（下関市） - 1996年（平成8年）7月の開業と同時に設置（2007年（平成19年）2月からHD）
- 萩本陣（萩市）
- 山口支社屋上（山口市） - 1985年（昭和60年）1月設置
- 和木ゴルフ倶楽部（場所は和木町だが、主に岩国市内を映す）
- 山口宇部空港（宇部市）
- やまぐちフラワーランド（柳井市） - 2006年（平成18年）の開業と同時に設置
- 大平山（防府市） - 2008年（平成20年）3月17日設置
- 岩国国際観光ホテル（岩国市） - 錦帯橋周辺を映す 2013年（平成25年）1月23日設置
- 岩国医療センター（岩国市） - 岩国(愛宕山)周辺を映す。2013年（平成25年）に設置
- 徳山駅前（周南市） - 周南冬のツリーまつりの期間中のみ設置※
- 東京スタジオ (東京・銀座) - 2014年（平成26年）6月設置

かつての設置場所
- 火の山（下関市） - 2008年（平成20年）廃止
- 仙崎（長門市） - 仙崎周辺を映す。2013年（平成25年）に設置。※
- 長野山（周南市） - 2013年（平成25年）設置（冬季のみ）※
- 長野山（周南市） - 2013年（平成25年）設置（冬季のみ）※
- 徳山医師会病院（周南市） - 2014年（平成26年）6月設置
- 笠戸島（下松市）‐ 2012年（平成24年）設置※

※は、移動式スカイカメラ

## 映画
近年、山口放送は映画制作にも積極的に参加している（実写映画はいずれも佐々部清監督作品）。
- チルソクの夏（2003年（平成15年））
- カーテンコール（2004年（平成16年））
- 出口のない海（2006年（平成18年））
- 夕凪の街 桜の国（2007年（平成19年））
- マイマイ新子と千年の魔法（2009年（平成21年）、アニメーション映画）
  - 『チルソクの夏』と『カーテンコール』には、当時アナウンサーだった井上雪彦が端役ながら出演している。佐々部監督の公式サイトでの日記によれば『出口のない海』にも同様の出演が予定されていたが、2006年（平成18年）8月に井上が急逝したため叶わなかった。『マイマイ新子と千年の魔法』には当時アナウンサーだった脇田美代が声の出演を果たしている。
  - ここまでの5作はすべて山口が絡んでいるという共通点がある。『マイマイ新子と千年の魔法』はその原作『マイマイ新子』の舞台が防府であり、作者髙樹のぶ子も防府出身である。その他の4作を手掛ける佐々部は下関出身で、『夕凪の街 桜の国』以外は山口が舞台である。

このほか、2016年（平成28年）には開局60周年記念事業として、過去に放送したドキュメンタリーを再構成した映画「ふたりの桃源郷」を制作している。